# 63 Toruński Pułk Piechoty
63 Toruński pułk piechoty (63 pp) – oddział piechoty Wojsk Wielkopolskich i Wojska Polskiego II RP.
Pułk stacjonował w garnizonie Toruń.
W czasie wojny obronnej 1939 wchodził w skład 4 Dywizji Piechoty walczącej w Armii Pomorze.

## Toruński pułk strzelców
Zawiązek 63 pułku piechoty tworzyli ochotnicy z Pomorza, którzy na początku 1919 r. przechodzili granicę niemiecką, by wstępować w szeregi oddziałów polskich na terenie wolnej już od Niemców Wielkopolski. Na wzór Polskiej Organizacji Wojskowej (POW) w Królestwie Kongresowym utworzono Organizację Wojskową Pomorza (OWP), także o charakterze konspiracyjnym. W Inowrocławiu, dokąd przybyło najwięcej ochotników (63) sformowała się kompania, która sprawiła sobie chorągiew z napisem: Pierwsza Kompania Zachodnio - Pruska i przyłączyła się do 5 pułku Strzelców Wielkopolskich, jako 4. kompania zapasowa.
30 maja 1919 roku głównodowodzący Sił Zbrojnych w byłym zaborze pruskim generał piechoty Józef Dowbor-Muśnicki rozkazał „niezwłocznie przystąpić do formowania w Inowrocławiu Toruńskiego Pułku Strzelców. Do mianowania rozkazem dowódcy Toruńskiego Pułku, żołnierzy, wysyłanych na stworzenie tego ostatniego, przyjmie pod swoją pieczę Dowództwo 5-go pułku strzelców wielkopolskich. Urząd Wojskowy wyznaczy dla tworzącego się w Inowrocławiu toruńskiego pułku strzelców oficera rachunkowego”.
16 czerwca 1919 roku generał piechoty Dowbor-Muśnicki polecił „kapitanowi Władysławowi Koczorowskiemu z 1 pułku strzelców wielkopolskich objąć czasowo dowództwo toruńskiego pułku strzelców w Inowrocławiu”, a 30 czerwca 1919 roku podporządkował oddział „pod względem operacyjnym dowódcy 2 Dywizji Strzelców Wielkopolskich”.
W międzyczasie (18 czerwca 1919 roku) pułk posiadał dwa bataliony strzelców i dwie kompanie ciężkich karabinów maszynowych.
3 lipca 1919 roku generał piechoty Józef Dowbor-Muśnicki nadał pułkowi „odznaki na kołnierzu w odstępie jednego centymetra od ogólnej odznaki Wojsk Wielkopolskich - z herbu Województwa Chełmińskiego: orzeł biały z koroną złotą na szyi, ze złotymi łapami i mieczem złotym wzniesionym do góry”. Orzeł mógł być wyszywany lub metalowy nakładany.
30 lipca 1919 roku głównodowodzący Wojsk Polskich byłego zaboru pruskiego generał piechoty Dowbor-Muśnicki rozkazał „przystąpić natychmiast do formowania 4. dywizji strzelców z roczników poborowych i ochotników z Prus Królewskich. Jako kadra służyć będzie toruński pułk strzelców. Formowanie jednostki 4. dywizji polecam pułkownikowi Skrzyńskiemu zgodnie z otrzymanymi przez niego ode mnie wskazówkami”.
7 sierpnia 1919 roku, z rąk gen. Dowbor-Muśnickiego pułk otrzymał nową chorągiew. Na prawej stronie, na białym adamaszku widniał krzyż z napisem virtuti military, nad nim w półkolu napis Wspólna Moc Tylko Zdoła Nas Ocalić, pod krzyżem, również w półkolu Toruński Pułk Strzelców.
W sierpniu tegoż roku pułk składał się z plutonu telefonicznego i taborów oraz trzech batalionów, z których każdy posiadał cztery kompanie strzelców i kompanię ciężkich karabinów maszynowych. Z powodu braku kwater rozlokowano każdy batalion oddzielnie w różnych miastach - w Inowrocławiu, Poznaniu i Gnieźnie. Przy batalionie w Gnieźnie utworzono szkołę podoficerską, pluton techniczny i orkiestrę. Z niecierpliwością oczekiwano powrotu do Torunia i zajęcia Pomorza. Hasłem pułku była piosenka marszowa autorstwa por. Kowalskiego:

Toruński my hufiec do boju gotowy

Gotowe już nasze bagnety,

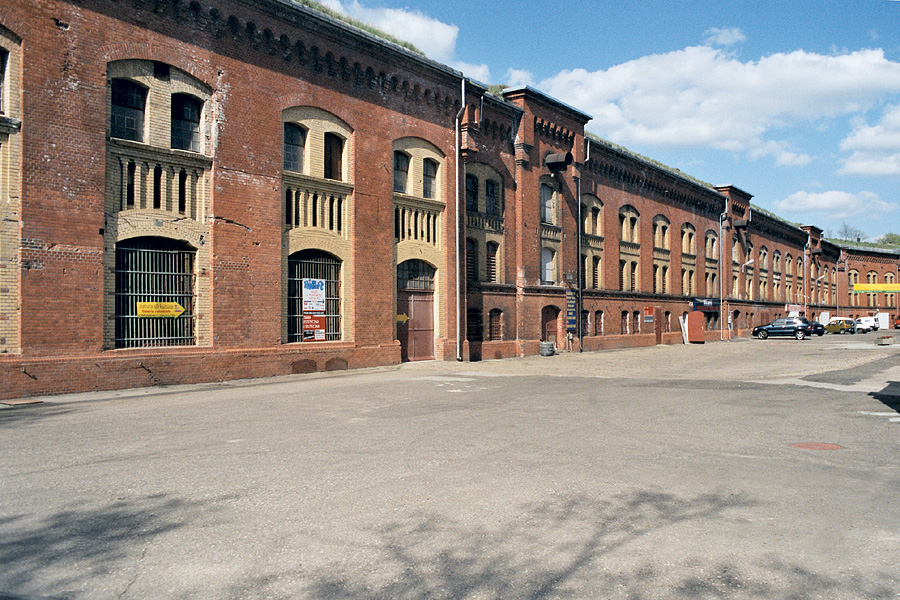
Twierdza Toruń – w tym mieście stacjonował pułk

By skruszyć ostatnie krzyżackie okowy

i wziąć za ich zbrodnie odwety.

Że polskie są Prusy Zachodnie,

Zaświadczym na froncie my godnie,

Ołowiem i krwią paragrafy spiszemy,

Że z Polską połączyć się chcemy

Co Prusak zdradziecką zagarnął grabieżą

To odda wolności nam zorza.

Granice nam strzelcy bagnetem odmierzą,

Nie damy im Gdańska, ni morza.

Że polskie są Prusy Zachodnie,...

W dniu 15 stycznia 1920 r. wszystkie bataliony spotkały się w Inowrocławiu i szosą Inowrocław – Toruń, marszem ubezpieczonym, pułk ruszył do Torunia staczając zwycięski bój pod Gniewkowem. Już 18 stycznia, przy dźwiękach własnej orkiestry, pułk wkroczył do miasta i zajął kwatery w koszarach. Niedługo kwaterował w Toruniu – 21 stycznia bataliony pułku ruszyły do Wejherowa, Sierakowic i Lipusza obsadzając całą zachodnią granicę Pomorza. Przybywszy na Kaszuby, zarządzeniem Ministra Spraw Wojskowych, zmienił nazwę na 63 pułk piechoty.

## Udział w wojnie polsko-bolszewickiej

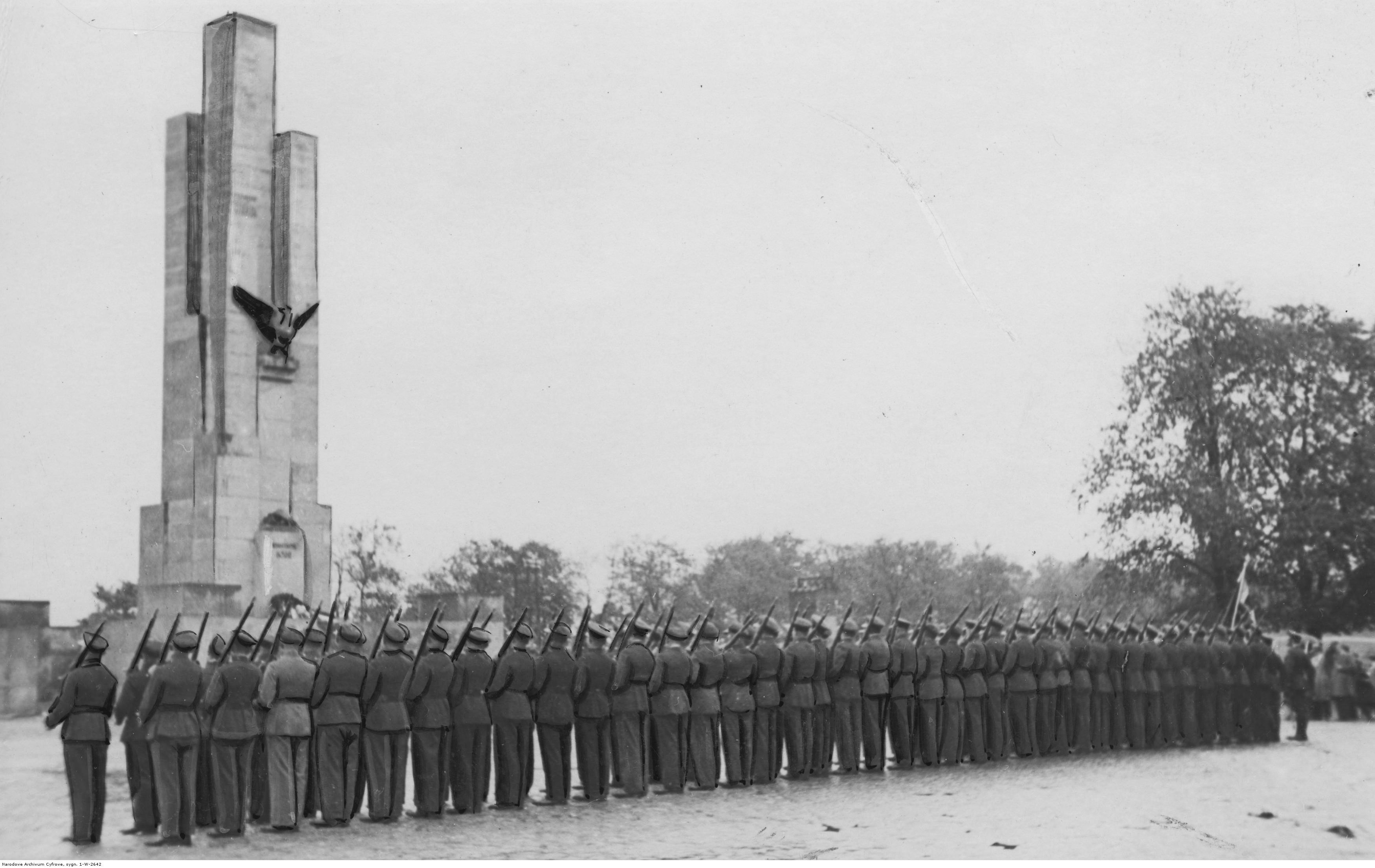
Oddział PW Leśników przed pomnikiem poległych żołnierzy 63 pp w Toruniu; czerwiec 1933.

Na granicy Kaszub, pułk podporządkowany operacyjnie 2. Dywizji Piechoty, chronił granic Polski przed ewentualnym wtargnięciem Niemców. Od 19 kwietnia 1920 r. trwało przebazowanie batalionów do Warszawy, by następnie, 30 kwietnia, wyruszyć do Łunińca. Pułk został rozmieszczony w Strakowicach i Ostaszkiewiczach i został taktycznie podporządkowany dowódcy 22. pułku piechoty wchodzącemu w skład 9. Dywizji Piechoty. Pierwszy zwycięski bój pułk stoczył 8 maja 1920 r. pod Jełaniem, po czym przez Borowiki i Szwed odszedł na linię Berezyny by następnie, zająć Horwal miasteczko leżące przy ujściu Berezyny do Dniepru. Przez następne dni pułk pełnił służbę patrolową, pluton techniczny wybudował dwa mosty tworząc przyczółek mostowy Horwal. Od 14 maja pułk wchodzi w skład XXXI Brygady Piechoty (wraz z 64. Grudziądzkim pułkiem piechoty), której dowódcą został podpułkownik Kazimierz Fabrycy. Do 18 czerwca pułk prowadził zaczepno – obronną walkę nad Berezyną i Dnieprem starając się przez częste i energiczne wypady uniemożliwić nieprzyjacielowi zorientowanie się w częściowym osłabieniu frontu 9. Dywizji Piechoty spowodowanym wysłaniem części oddziałów na południe celem odciążenia 3. Armii. Wobec konieczności skrócenia frontu i uzyskania potrzebnych odwodów zapadła decyzja o wycofaniu pułku. Po wysadzeniu mostów na Berezynie pułk wycofał się na linię: Łuki - Jełań – Szwed – Borowiki a potem rzeki Tremla – jezioro Tremla, którą osiągnął 3 lipca. Boje nad Tremlą trwały do następnego dnia. Wobec generalnej ofensywy wojsk sowieckich i znaczącej przewadze nieprzyjaciela wojska frontu północno-wschodniego były zmuszone do odwrotu. Pułk, w czasie odwrotu, pomimo ataków nieprzyjaciela nie stracił ani jednego żołnierza i został wymieniony w rozkazie pochwalnym pułkownika Władysława Sikorskiego – dowódcy Grupy Poleskiej:

...odwrót … można nazwać klasycznym – duża zasługa w tem twardych, nieustępliwych pułków XXXI brygady pomorskiej. Major Koczorowski ze swoim wypróbowanym 63-im pułkiem piechoty może być dumny ze swoich akcyj w ostatnich tygodniach, które wszędzie doprowadziły do klęski Sowietów.

Wykonując dalsze rozkazy, pułk wycofuje się wzdłuż Kanału Ogińskiego, wzdłuż rzeki Jesiołdy w kierunku Horodca nad Kanałem Dniepr - Bug do Kobrynia. Następnie, współdziałając z pociągami pancernymi ”Poznańczyk” i „Danuta” rozgromił poważne siły nieprzyjaciela zagrażające Brześciowi nad Bugiem i zajął odcinek wzdłuż Bugu od ujścia rzeki Krzny aż po Derło, na południe od Janowa nad Bugiem. W dniu 2 sierpnia nieprzyjaciel sforsował Bug i nastąpiło frontalne natarcie na całym odcinku obsadzonym przez pułk, którego dwa bataliony poniosły ogromne straty sięgające 50% swojego stanu osobowego. Już 5 sierpnia pułk rozpoczął przeciwnatarcie, odrzucił przeciwnika za Bug i zajął poprzedni odcinek. Dwa dni później pułk otrzymał rozkaz wycofania się na linię rzeki Wieprz w okolice Łysobyków. W dniu 6 sierpnia 1920 r. Naczelny Wódz Marszałek Józef Piłsudski wydał rozkaz do rozstrzygającej Bitwy nad Wisłą. Grupa manewrowa znad Wieprza, pod bezpośrednim dowództwem Naczelnego Wódza, miała za zadanie uderzyć na skrzydło i tyły wojsk sowieckich stojących pod Warszawą. Pułk bierze udział w tej ofensywie nacierając na kierunku: Seroczyn, Nur, Łomżę i Nowogród, gdzie przybywa 24 sierpnia. W związku z przegrupowaniem 4. Armii, w dniu 1 września w składzie 16 Dywizji Piechoty, pułk zostaje skierowany w rejon jezior Pulemiec – Świteź – Łuki, obsadzając ważne drogi pod Piszczą. W bojach zdobywa Szack i Piszczę a następnie Mielnik i po zaciętych walkach Kobryń. Nieprzyjaciela wyparto za rzekę Muchawiec. Kolejne zdobyte w boju miejscowości to: Horodec, Antopol i wreszcie Drohiczyn. Bój o Drohiczyn zakończył krwawe walki. Nieprzyjaciel cofnął się za Ptycz. Z linii rozejmowej pułk 26 października przybywa do Baranowicz, gdzie pozostaje do 7 listopada a następnie wyrusza do Wołkowyska skąd zostaje odesłany do rodzinnego Torunia. Serdecznie witany przybywa tam 19 listopada 1920 r.

### Mapy walk pułku

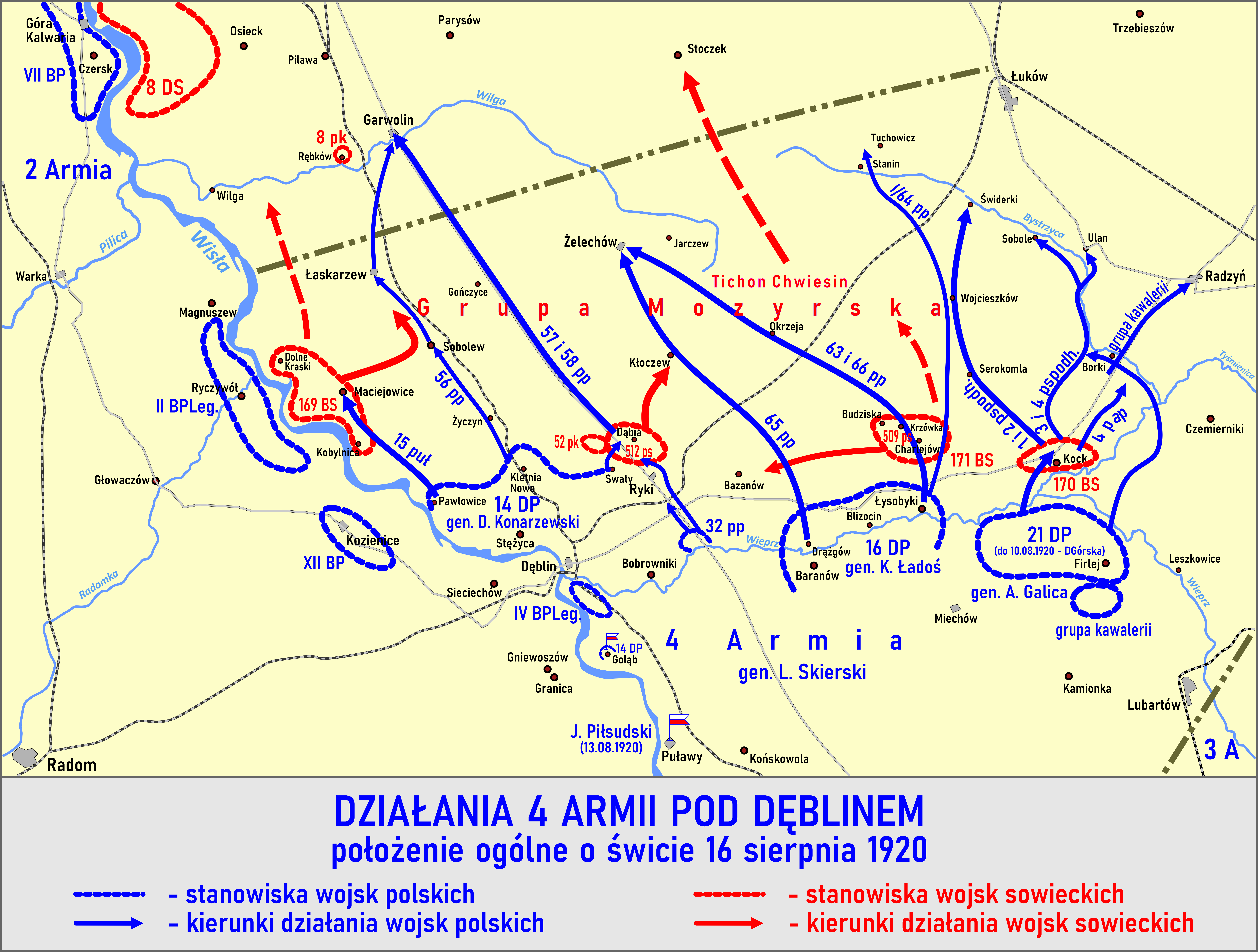
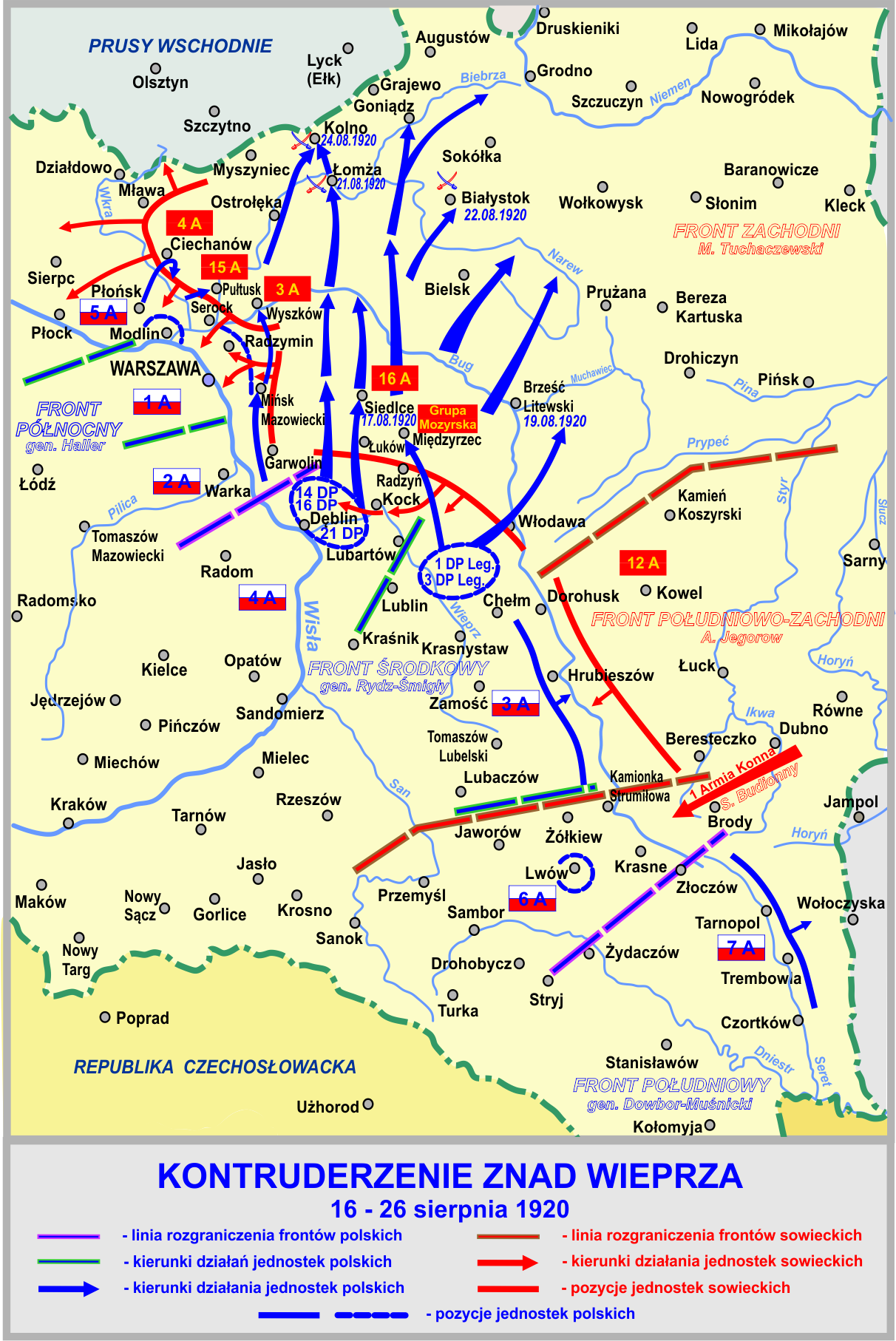
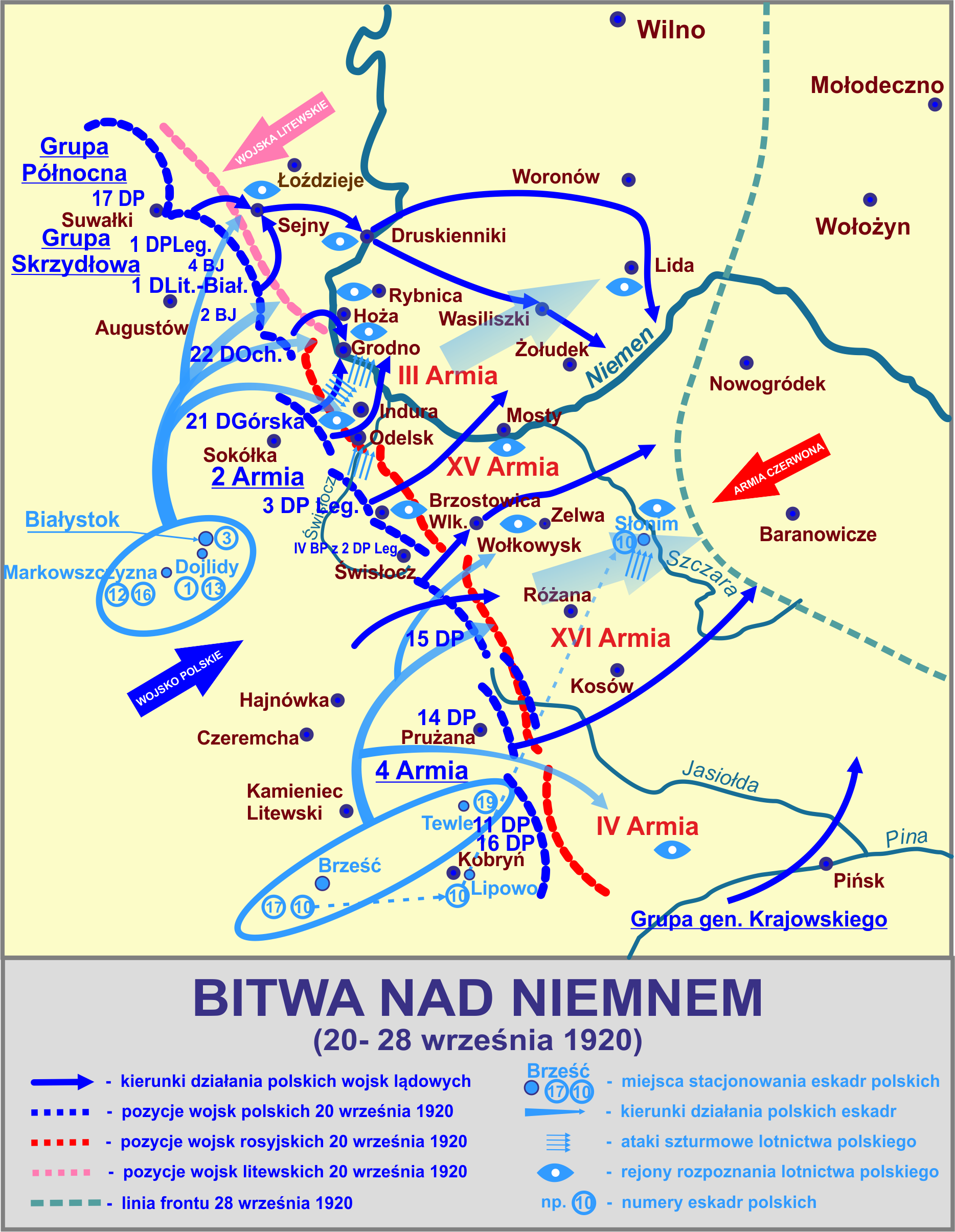
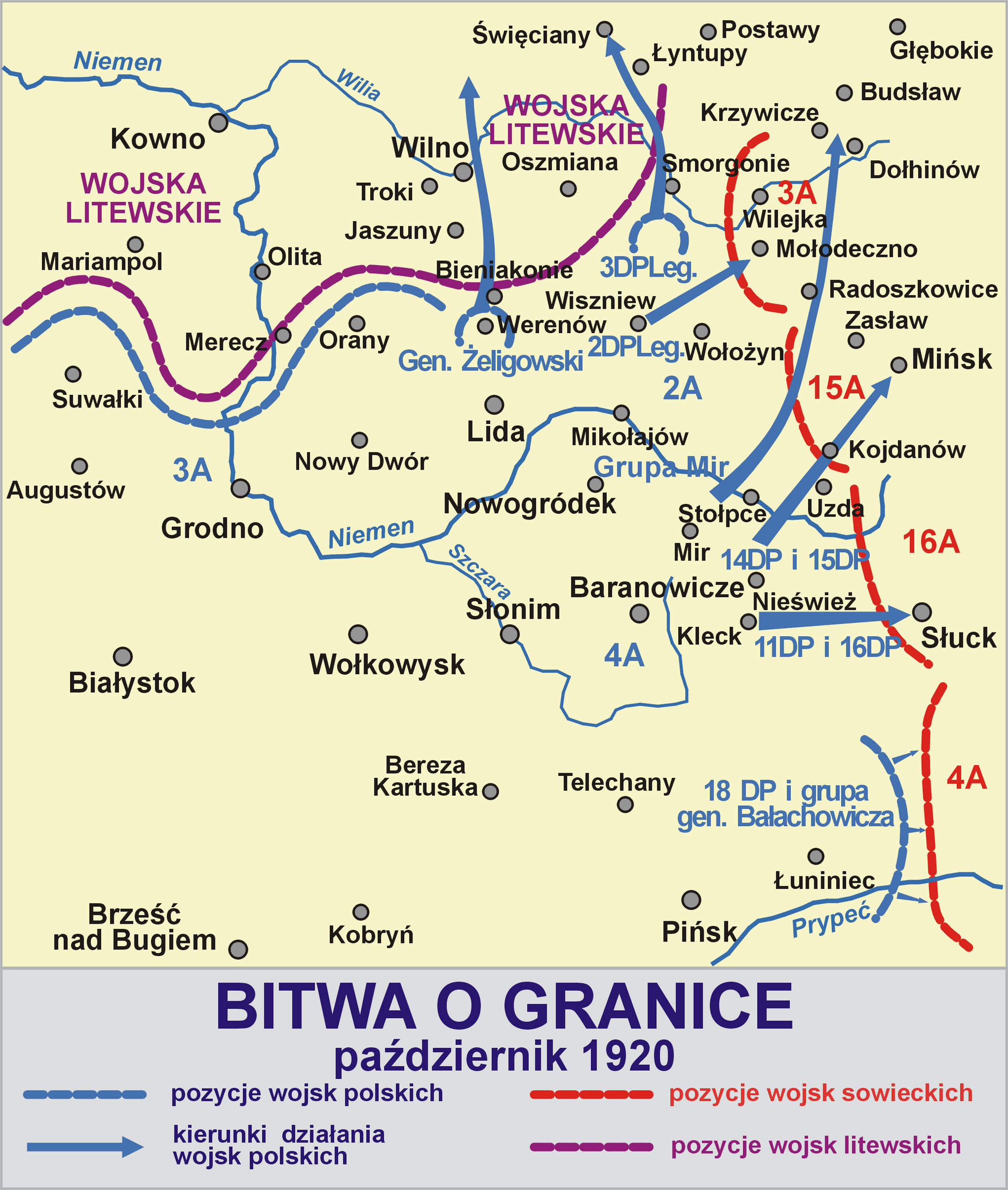

### Kawalerowie Virtuti Militari
| Żołnierze pułku odznaczeni Krzyżem Srebrnym Orderu Wojskowego Virtuti Militari za wojnę 1918–1920 | Żołnierze pułku odznaczeni Krzyżem Srebrnym Orderu Wojskowego Virtuti Militari za wojnę 1918–1920 | Żołnierze pułku odznaczeni Krzyżem Srebrnym Orderu Wojskowego Virtuti Militari za wojnę 1918–1920 |
| ------------------------------------------------------------------------------------------------- | ------------------------------------------------------------------------------------------------- | ------------------------------------------------------------------------------------------------- |
| ppor. Józef Abryszyński                                                                           | ppłk Leon Bernacik                                                                                | szer. Antoni Brzeski                                                                              |
| sierż. Jan Frąckowiak                                                                             | ppor. Stanisław Ignasiak                                                                          | plut. Ludwik Jackowski                                                                            |
| śp. chor. Józef Jasiński                                                                          | ppor. Edmund Kamrowski                                                                            | kpr. Adam Keller                                                                                  |
| mjr Władysław Koczorowski                                                                         | sierż. Antoni Koprowski                                                                           | kpr. Jan Kruża                                                                                    |
| ppor. Władysław Lange                                                                             | ppor. Aleksander Lubik                                                                            | chor. Franciszek Narożny                                                                          |
| plut. Stanisław Pilarski                                                                          | ppor. Bogdan Piskorski                                                                            | st. szer. Teofil Prusakowski                                                                      |
| ppor. Michał Śmigielski                                                                           | ppor. Aleksander Tomaszewski                                                                      | sierż. Jan Urbański                                                                               |
| ppor. Antoni Wandtke                                                                              | sierż. Walenty Więckowski                                                                         | st. szer. J. Wierzchowski                                                                         |
| st. szer. Feliks Wiśniewski                                                                       | szer. Mieczysław Zabielski                                                                        |                                                                                                   |

Ponadto Krzyżem Walecznych odznaczonych zostało 25 oficerów, 1 chorąży, 4 podchorążych i 44 szeregowych. Wśród odznaczonych był między innymi dowódca 12 kompanii kpt. Leonard Simon (zm. 4 maja 1924 w Toruniu).

## Pułk w okresie pokoju

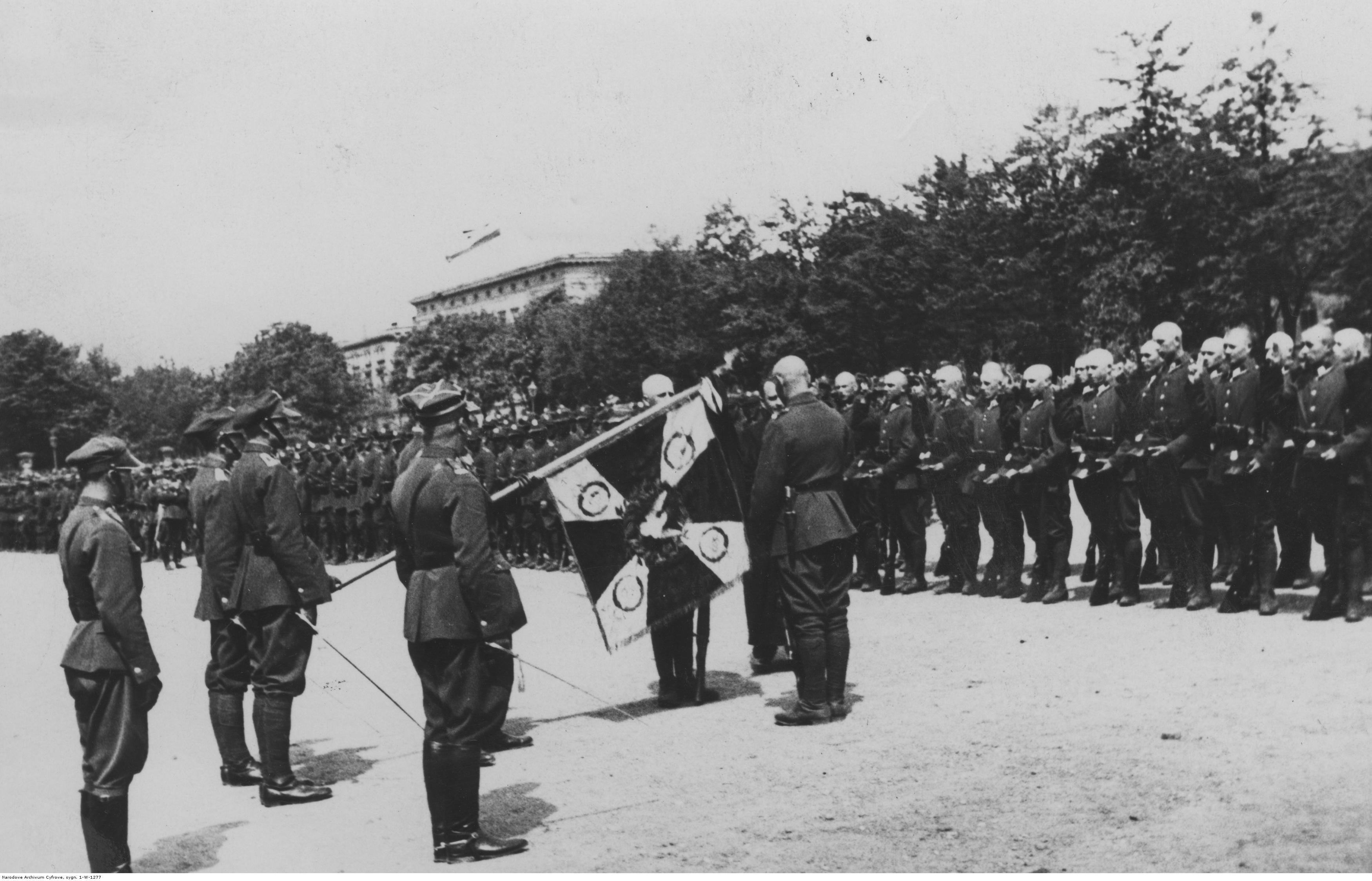
Przysięga rekrutów 63 pp na pl. św. Katarzyny w Toruniu

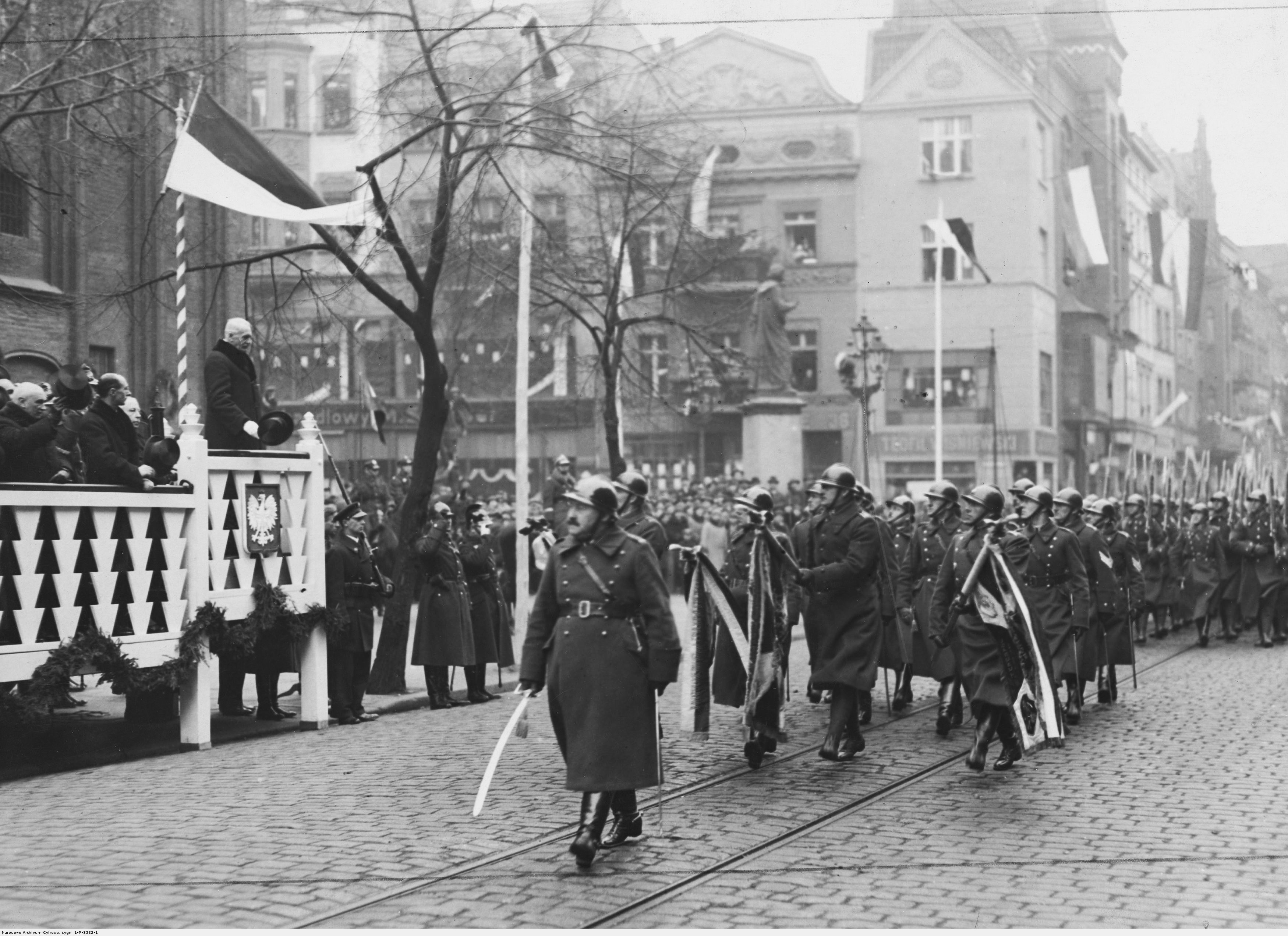
Uroczystości w Toruniu z okazji rocznicy odzyskania Pomorza. Defiluje 63 pp przed prezydentem Ignacym Mościckim (na trybunie); luty 1930.

W okresie międzywojennym 63 pułk piechoty stacjonował na terenie Okręgu Korpusu Nr VIII w Toruniu, wchodząc w skład 4 Dywizji Piechoty.
Na podstawie rozkazu wykonawczego Ministerstwa Spraw Wojskowych do Departamentu Piechoty o wprowadzeniu organizacji piechoty na stopie pokojowej PS 10-50 z 1930 roku, w Wojsku Polskim wprowadzono trzy typy pułków piechoty. 63 pułk piechoty zaliczony został do typu I pułków piechoty (tzw. „normalnych”). W każdym roku otrzymywał około 610 rekrutów. Stan osobowy pułku wynosił 56 oficerów oraz 1500 podoficerów i szeregowców. W okresie zimowym posiadał batalion starszego rocznika, batalion szkolny i skadrowany, w okresie letnim zaś batalion starszego rocznika i dwa bataliony poborowych. Po wprowadzeniu w 1930 nowej organizacji piechoty na stopie pokojowej, pułk szkolił rekrutów dla potrzeb batalionu Korpusu Ochrony Pogranicza.
| Obsada personalna i struktura organizacyjna w marcu 1939 | Obsada personalna i struktura organizacyjna w marcu 1939 |
| Stanowisko                                               | Stopień, imię i nazwisko                                 |
| Dowództwo                                                | Dowództwo                                                |
| -------------------------------------------------------- | -------------------------------------------------------- |
| dowódca pułku                                            | ppłk dypl. Władysław Winiarski                           |
| I zastępca dowódcy                                       | ppłk Stefan Kaczmarczyk                                  |
| adiutant                                                 | por. Zdzisław Tadeusz Mężnicki                           |
| starszy lekarz                                           | kpt. dr Hieronim Jan Stogiera                            |
| młodszy lekarz                                           | vacat                                                    |
| II zastępca dowódcy (kwatermistrz)                       | ppłk Franciszek Cąpała                                   |
| oficer mobilizacyjny                                     | kpt. Konstanty Biesiekierski                             |
| zastępca oficera mobilizacyjnego                         | kpt. adm. (piech.) Kazimierz Jastrzębski                 |
| oficer administracyjno-materiałowy                       | kpt. adm. (piech.) Wacław Kwiatkowski                    |
| oficer gospodarczy                                       | kpt. int. Artur Antoni Jarzębiński                       |
| oficer żywnościowy                                       | kpt. adm. (piech.) Roman Robaszkiewicz                   |
| oficer taborowy                                          | por. tab. Józef Babiński                                 |
| kapelmistrz                                              | vacat                                                    |
| dowódca plutonu łączności                                | por. Henryk Chojnacki                                    |
| dowódca plutonu pionierów                                | por. Ludwik Antoni Kobyłecki                             |
| dowódca plutonu artylerii piechoty                       | kpt. art. Tomasz Magierło                                |
| dowódca plutonu ppanc.                                   | por. Stanisław Sokołowski                                |
| dowódca oddziału zwiadu                                  | por. Bronisław Orłowski                                  |
| I batalion                                               |                                                          |
| dowódca batalionu                                        | mjr Zygmunt Adam Bagnowski                               |
| dowódca 1 kompanii                                       | kpt. Walenty Markiewicz                                  |
| dowódca plutonu                                          | ppor. Zygmunt Stanisław Kowalczyk                        |
| dowódca 2 kompanii                                       | kpt. Romuald Bogusławski                                 |
| dowódca plutonu                                          | por. Roman Stanisław Kochmański                          |
| dowódca plutonu                                          | ppor. Zygmunt Stankowski                                 |
| dowódca plutonu                                          | ppor. Henryk Zygmunt Zdrodowski                          |
| dowódca 3 kompanii                                       | kpt. Jan Jasiński                                        |
| dowódca plutonu                                          | ppor. Bronisław Radzimiński                              |
| dowódca 1 kompanii km                                    | mjr Henryk II Krajewski                                  |
| dowódca plutonu                                          | por. Józef Makar                                         |
| II batalion                                              |                                                          |
| dowódca batalionu                                        | p.o. mjr kontr. Aroniszydze Artemi                       |
| dowódca 4 kompanii                                       | por. Michał Pankiewicz                                   |
| dowódca plutonu                                          | ppor. Stefan Izydor Wołoszyn                             |
| dowódca 5 kompanii                                       | kpt. Teodor Wargocki                                     |
| dowódca plutonu                                          | por. Ludwik Edmund Czarnecki                             |
| dowódca plutonu                                          | ppor. Jan Ziółkowski                                     |
| dowódca 6 kompanii                                       | kpt. Bernard Zujewski                                    |
| dowódca plutonu                                          | por. Paweł Popławski                                     |
| dowódca 2 kompanii km                                    | kpt. Tadeusz Kubiak                                      |
| dowódca plutonu                                          | por. Wiktor Kinowski                                     |
| dowódca plutonu                                          | ppor. Teodor Paschke                                     |
| III batalion                                             |                                                          |
| dowódca batalionu                                        | mjr Jan Józef Nawrat                                     |
| dowódca 7 kompanii                                       | kpt. Eugeniusz Celewicz                                  |
| dowódca plutonu                                          | ppor. Jerzy Biernacki                                    |
| dowódca 8 kompanii                                       | kpt. Józef Horodyski                                     |
| dowódca plutonu                                          | ppor. Waldemar Jan Geringer                              |
| dowódca 9 kompanii                                       | kpt. Eugeniusz Zygmunt Trebling                          |
| dowódca plutonu                                          | ppor. Kazimierz Stefan Ciarkowski                        |
| dowódca 3 kompanii km                                    | por. Henryk Longin Doliński                              |
| dowódca plutonu                                          | por. Kazimierz Janiszewski                               |
| na kursie                                                | por. Zygmunt Edward Bugielski                            |
| na kursie                                                | ppor. Alfons Franciszek Znaniecki                        |
| na kursie                                                | ppor. Alfons Zamor                                       |
| Dywizyjny Kurs Dla Podoficerów Nadterminowych 4 DP       |                                                          |
| dowódca                                                  | kpt. Stanisław Włodarski                                 |
| dowódca                                                  | plutonu por. Antoni Mikulski (67 pp)                     |
| 63 obwód przysposobienia wojskowego „Toruń”              |                                                          |
| kmdt obwodowy PW                                         | kpt. adm. (piech.) Władysław Szymura                     |
| kmdt miejski PW Toruń                                    | por. kontr. art. Adolf Karol Kołodziej                   |
| kmdt powiatowy PW Toruń                                  | kpt. adm. (piech.) Jan II Jastrzębski                    |
| kmdt powiatowy PW Wąbrzeźno                              | ppor. kontr. piech. Franciszek Kołeczek                  |

## 63 pp w kampanii wrześniowej

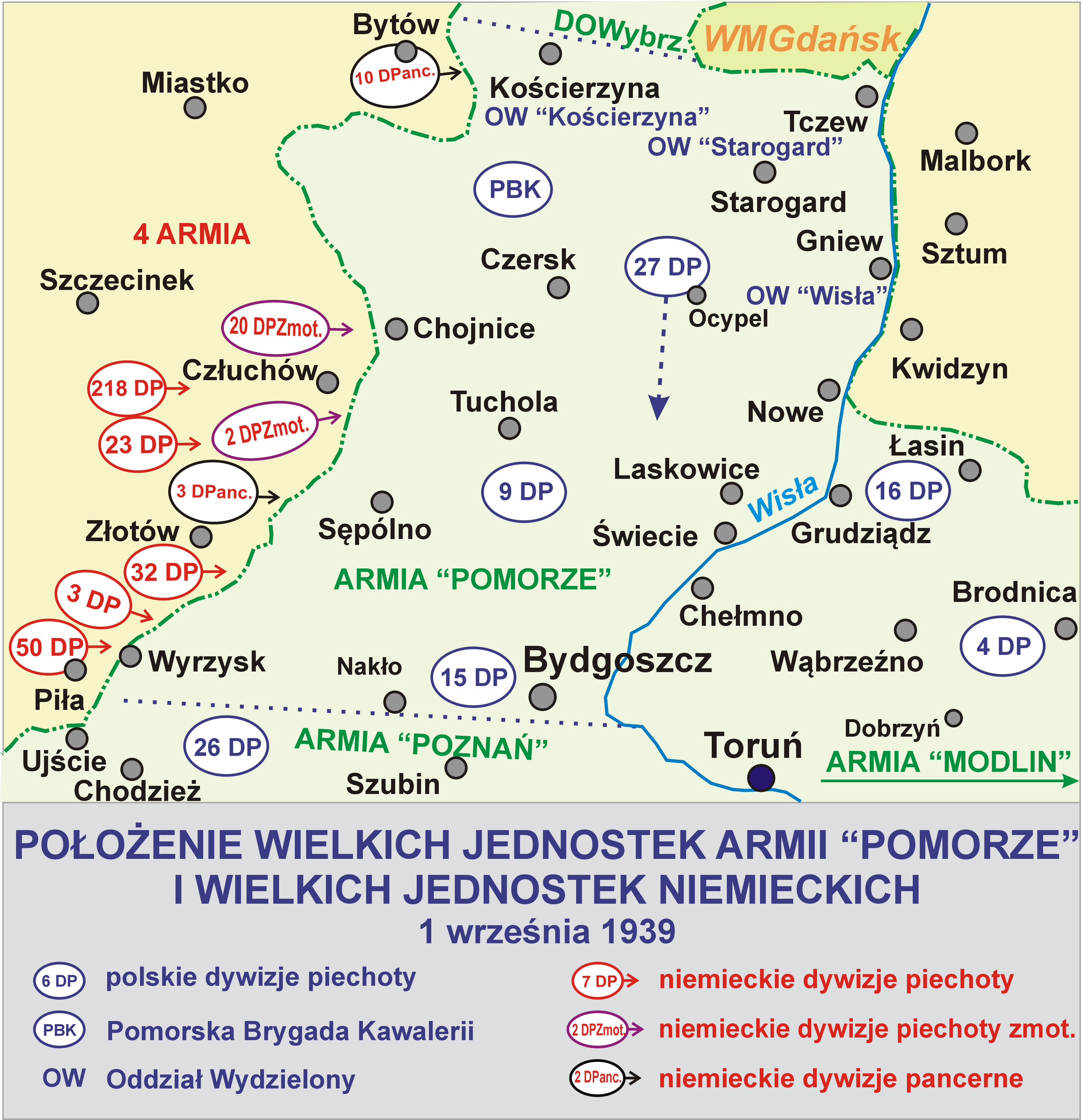
Pułk walczył w składzie 4 DP

### Mobilizacja
W związku z narastającym zagrożeniem polityczno-wojskowym ze strony III Rzeszy Niemieckiej, 23 marca 1939 w wyznaczonych jednostkach Okręgów Korpusów nr IX i częściowo nr IV zarządzono mobilizację alarmową. Na terenie OK nr VIII, jako przygranicznego również zwiększono gotowość bojową poprzez powołanie części rezerwistów na dodatkowe ćwiczenia, zwiększając przy tym stany osobowe jednostek piechoty w rejonach pogranicznych. Rozkazem dowódcy OK VIII również wzmocnienie stanów osobowych dotyczyło 63 pułku piechoty jak i całej 16 Dywizji Piechoty. Wzmocnienie odbyło się drogą rotacyjnego powołania rezerwistów na kilkutygodniowe ćwiczenia. Zorganizowano jako „ćwiczebne” na etatach wojennych batalion piechoty, pluton kolarzy, pluton pionierów, pluton przeciwpancerny i jeden działon artylerii piechoty. W związku z tym, w połowie maja 1939 zmobilizowano II batalion 63 pułku piechoty pod dowództwem kpt. Teodora Wargockiego. Batalion został skierowany w rejon lasów Zbiczno do wsi Grzmiąca. Prowadzono szkolenie w batalionie, od 16 lipca włączył się w budowę umocnień, schronów betonowych, schronów drewniano-ziemnych oraz innych umocnień polowych. Zluzowano prowadzący dotychczas te prace I batalion 67 pułku piechoty. Pod koniec lipca rozwinięto III batalion 63 pp pod dowództwem mjr. Jana Nawrata poprzez powołanie rezerwistów. III batalion prowadził prace fortyfikacyjne w rejonie Torunia, budował schrony drewniano-ziemne, stawiał przeszkody z zasieków z drutu kolczastego, czyszczono teren na przedpolu fortów toruńskich: Czarneckiego, Chodkiewicza, Jabłonowskiego i Żółkiewskiego. Po przybyciu w ten rejon I batalionu 14 pułku piechoty, od 11 sierpnia II batalion 63 pp przeniesiony został w rejon Jabłonowa do wsi Buk Góralski, gdzie rozpoczął budowę polowych stanowisk i umocnień na odcinku przewidzianym dla 208 pułku piechoty rezerwowej. Dowództwo nad wszystkimi pracami na odcinku 4 Dywizji Piechoty od 20 sierpnia sprawował ppłk dypl. Włodzimierz Brayczewski z 14 pp.  
Od godzin porannych 24 sierpnia w ramach mobilizacji alarmowej w grupie niebieskiej w Toruniu 63 pp zmobilizował:  
- 63 pułk piechoty w organizacji i na etatach wojennych, w czasie od A+18 do A+36,
- kompanię asystencyjną nr 181, w czasie A+40,
- kompanię kolarzy nr 81, w czasie A+44,
- kompanię asystencyjną nr 208, w czasie A+48.

W grupie brązowej20 zmobilizowano, w czasie G20+30:
- kompanię karabinów maszynowych przeciwlotniczych typ B nr 82,
- kompanię karabinów maszynowych przeciwlotniczych typ B nr 83.

W ramach I rzutu mobilizacji  powszechnej zmobilizowano, w czasie do 4 dnia jej trwania:
- batalion marszowy 63 pułku piechoty,
- batalion marszowy 67 pułku piechoty,
- batalion marszowy 66 pułku piechoty,
- uzupełnienie marszowe kompanii kolarzy nr 81.

W II rzucie mobilizacji powszechnej, w czasie X+7 w Rzeszowie podjęto mobilizację:
- Ośrodka Zapasowego 4 Dywizji Piechoty[20].

Większość rezerwistów powołanych do pułku pochodziła z Torunia i najbliższej okolicy, z uwagi na powyższe w pierwszej godzinie stawiło się większość powołanych. Pułk i większość pododdziałów mobilizowana była na terenie koszar, W Szkole Powszechnej przy skrzyżowaniu ulic Jęczmiennej i Prostej mobilizowała się 81 kompania kolarzy. Mobilizacja przebiegła bez większych trudności, jedynie problemy stworzył pobór koni i wozów, głównie z powodu stanu uprzęży i rzędów końskich. Ze względu na znaczne nadwyżki rezerwistów, sformowano Oddział Zbierania Nadwyżek pod dowództwem ppłk. Franciszka Cąpały. 25 sierpnia do godz.18.00 wszystkie pododdziały 63 pp osiągnęły gotowość marszową. Po złożeniu przysięgi I batalion, kompania zwiadowców 63 pp, uzupełnienie mobilizacyjne II batalionu o godz. 19.00 wymaszerowały z Torunia w kierunku Granowa. 26 sierpnia rano zgrupowanie I batalionu dotarło do lasu w pobliżu Młynu Krupka na postój całodzienny. O godz.16.00 dokonano przeglądu III batalionu i jego zaprzysiężenia. O godz. 21.00 III batalion wymaszerował z Torunia przez Grębocin w rejon Granowo, Młyn Krupka. 27 sierpnia bataliony I i III po nocnych marszach dotarły w miejsce odpoczynków w lesie Nielub  koło Czystochleba I batalion, a III batalion w lesie Młyn Krupka. II batalion 63 pp wszedł w skład Oddziału Wydzielonego „Jabłonowo”, który do czasu przejęcia stanowisk przez 208 pp rez. miał bronić odcinka „Buk”. W nocy 27/28 sierpnia I batalion dotarł do lasu Wronie, a 28 sierpnia dołączył tam III batalion.
Zgodnie z planami obrony obszaru linii rzeki Osy, jezior Mieliwo, Sosno, Zbiczno, Bachotek przez Grupę Operacyjną „Wschód” gen. bryg. Mikołaja Bołtucia, część sił 4 DP została przeznaczona do odwodu GO „Wschód”. W składzie odwodu w 4 DP był 63 pp bez II batalionu. Zgodnie z rozkazem dowódcy GO „Wschód” 29 sierpnia, 63 pp bez II batalionu wyruszył z lasu Wronie poprzez dwór Wronie, folwark Katarzynki, Sicinek, dwór Sitno, Książki, Kruszyny, Lembark, Konojady, do lasu Górale. 30 sierpnia po południu 63 pp bez II batalionu zajął rejon lasu na południowy zachód od wsi Górale, Buk Góralski. W nocy 30/31 sierpnia II batalion 63 pp zluzowany przez IV batalion 67 pp wrócił do macierzystego pułku w lesie na wschód od wsi Górale.

### Działania bojowe
W czasie wojny obronnej 1939 wchodził w skład 4 Dywizji Piechoty walczącej w Armii Pomorze.

#### Udział w bitwie nad Osą
1 września o świcie 63 pp znajdował się na biwaku w południowo zachodniej części lasu na wschód od wsi Górale. Podczas inspekcji 63 pp dowódca 4 DP płk dypl. Tadeusz Lubicz-Niezabitowski rano 1 września, odesłał poważnie chorego dowódcę pułku ppłk. dypl. Władysława Winiarskiego do szpitala, wyznaczył na dowódcę dotychczasowego zastępcę ppłk Stefana Kaczmarczyka. Pułk pozostawał w miejscu wyczekiwania bez kontaktu z nieprzyjacielem. Zgodnie z rozkazem gen. Bołtucia zgrupowanie 4 DP otrzymało rozkaz przesunięcia w rejon lasu Jarantowice na południe od Radzynia Chełmińskiego. O godz.22.00 63 pp podjął marsz do rejonu Rywałd Szlachecki, Boguszewo przez Jabłonowo Pomorskie. O godz.1.00 2 września do kolumny marszowej 63 pp dołączyły I dywizjon 4 pułku artylerii lekkiej i 4 dywizjon artylerii ciężkiej.
2 września o godz.9.00 pułk dotarł do miejsca przeznaczenia i zajął rejony: I/63 pp w lasach w pobliżu dworu Szumiłowo i dworu Gołębiewko, na południowy zachód od Boguszewa. II/63 pp pomiędzy Boguszewem a dworem Gołębiewko. III/63 pp w Gołębiewie na północny zachód od Rywałdu Szlacheckiego. Dowództwo pułku i pododdziały specjalne we dworze Gołębiewko. I/4 pal zajął stanowiska obronne w lesie niedaleko Rywałdu Szlacheckiego jako wsparcie 63 pp. Niemiecka 21 Dywizja Piechota wsparta czołgami I batalionu 10 pułku pancernego o godz.8.00 wykonała wyprzedzające natarcie na przygotowujące się do wykonania kontrataku siły główne 16 Dywizji Piechoty wsparte 14 pp, mające na celu przywrócić poprzednie położenie 16 DP. O godz.13.00 64 pułk piechoty i 66 pułk piechoty zostały wyparte za linię toru kolejowego Grudziądz-Jabłonowo. Celem odzyskania utraconych pozycji i wyparcia oddziałów niemieckich za Osę kontratak miało wykonać  zgrupowanie 4 DP płk. dypl. Lubicz-Niezabitowskiego, wsparte artylerią 16 DP. Rozkaz do kontrataku został wydany o godz.17.00 przez gen. Bołtucia, wkrótce po otrzymaniu rozkazu 63 pp wyruszył w rejon dworu Zakrzewo - stanowisk wyczekiwania, gdzie dotarł około godz.18.30. O godz.19.30 podjęto marsz w rejon stanowisk wyjściowych do natarcia i o godz.20.00 63 pp dotarł w pobliże stacji kolejowej Mełno. W rejonie stacji pułk rozwinął się do natarcia na dwór Annowo wzdłuż szosy do tej miejscowości. W I rzucie natarcia na prawo od szosy miał nacierać I/63 pp, na lewo od szosy II/63 pp, w drugim rzucie pułku miał prowadzić natarcie III/63 pp, z uwagi na nienawiązanie łączności z I/4 pal pułk podjął natarcie bez wsparcia artylerii. I/63 pp w ciemnościach nocy pod Grutą zmylił drogę i został ostrzelany przez II/14 pp ponosząc w jego wyniku straty, wśród poległych znalazł się kpr. pchor. Hoffman. Po wyjaśnieniu pomyłki oba bataliony odbiły Grutę. Pozostałe bataliony 63 pp kontynuowały natarcie. w nakazanym kierunku. Na miejsce I batalionu został wprowadzony do I rzutu III/63 pp. Natarcie II i III batalionów doszło do rubieży Nicwałd-dwór Annowo i wobec silnego oporu oddziałów niemieckich zaległo. Dowódca 4 DP płk. dypl. Lubicz-Niezabitowski po zapoznaniu się na miejscu z sytuacją nakazał wstrzymać dalsze natarcie i przejść do obrony. 63 pp zajął stanowiska obronne na wskazanych pozycjach: I/63 pp od wzgórza na zachód od Gruty przez rejon na południe i południowy zachód od jeziora Wilczak do drogi Mełno-dwór Annowo, po obu jej stronach. III/63 pp na południe od dworu Ramutki do jeziora Skąpe, granicząc z I/63 pp. II/63 bez 4 kompanii strzeleckiej w rejonie na wschód od Okonina, przy szosie Okonin-stacja kolejowa Mełno, jako odwód pułku. 4 kompania strzelecka na pozycji w rejonie jezioro Skąpe-tor kolejowy z Nicwałdu do Mełna. Kompania zwiadowcza 63 pp na pozycji przy torze kolejowym w rejonie Okonina. Pluton przeciwgazowy i pluton pionierów w Okoninie. Pluton artylerii piechoty w pobliżu stacji kolejowej Mełno. Lewe skrzydło pułku utrzymywało łączność z II/14 pp.     
3 września o godz. 6.00 kompania zwiadowcza 63 pp nawiązała łączność z prawoskrzydłowym sąsiadem pułku z I batalionem 65 pułku piechoty. Od godz.7.30 oddziały z niemieckich 21 DP i 228 DP rozpoczęły natarcie na pozycje 63 pp. Główny wysiłek natarcia niemieckiej 228 DP był na styku prawego skrzydła I/63 pp i 14 pp. Oddział niemiecki zajął folwark Salno na bezpośrednim przedpolu I/63 pp, na odcinku III/63 pp oddziały niemieckiej 21 DP opanowały drogę Nicwałd-dwór Annowo. Oba pierwszorzutowe bataliony znalazły się pod ogniem artylerii niemieckiej. Około godz.8.30 1 kompania ckm 63 pp ogniem broni maszynowej zatrzymała natarcie niemieckie w rejonie wzg.107, prowadzone w kierunku Gruty. O godz.10.00 na odcinku I/63 pp zostały wprowadzone do walki niemieckie czołgi. O godz.11.00 na odcinek I/63 pp dowódca pułku przesunął pluton artylerii piechoty celem zwalczania czołgów ogniem na wprost. 4 kompania strzelecka została przegrupowana w kierunku Nicwałdu z zadaniem zamknięcia drogi Nicwałd-Okonin w rejonie skrzyżowania z torem kolejowym. Przed pozycjami III/63 pp również pojawiły się czołgi niemieckie. O godz.12.00 I/63 pp zmuszony został zagiąć swoje prawe skrzydło ze względu na wycofanie się 14 pp. Ze względu na powyższe 5 kompania strzelecka została przesunięta do odwodu I batalionu 63 pp. O godz.13.00 walczący z niemieckim natarciem III/63 pp rozpoczął samorzutnie wycofywać się kompaniami w kierunku południowym. Interwencja dowódcy pułku i oficerów dowództwa opanowała panikę i pozwoliła odzyskać utracone pozycje. W powstałą lukę pomiędzy wycofującym się 14 pp w rejon cukrowni Mełno a skrzydłem I/63 pp wprowadzono 5 kompanię strzelecką, która wykonała natarcie odrzucając w kierunku Gruty oddziały niemieckie w walce wręcz. O godz.14.00 4 kompania strzelecka stoczyła potyczkę z oddziałem niemieckim, opanowując po walce wręcz wzgórze na południowy wschód od Nicwałdu. 6 kompania strzelecka została zbombardowana przez niemieckie lotnictwo, ponosząc niewielkie straty. I i III bataliony 63 pp poniosły duże straty, głównie od ostrzału niemieckiej artylerii. Od godzin popołudniowych obronę 63 pp wspierał I dywizjon 4 pal ze stanowisk ogniowych w dworze Zakrzewo. Kompania 5/63 pp toczyła ciężkie walki w rejonie cukrowni Mełno do godz.19.00. O godz.20.00 ze względu na wyparcie 5/63 pp i pododdziałów 14 pp z rejonu Mełna, I/63 pp został oskrzydlony. Rozkazem dowódcy pułku II/63 pp bez 4 i 5 kompanii został skierowany na prawe skrzydło pułku z zadaniem zamknięcia kierunku szosy Gruta-Stacja kolejowa Mełno. Wieczorem po odrzuceniu 5/63 pp i wycofaniu się 14 pp oraz opanowaniu przez oddziały niemieckie stacji kolejowej i cukrowni Mełno, główne siły zgrupowania 4 DP znalazło się w sytuacji niekorzystnej. Rozkazem płk. dypl. Lubicza-Niezabitowskiego 63 pp, II/67 pp i I/14 pp wraz z artylerią zostały wycofane na rubież Okonin-Boguszewo. Wycofanie dywizji w ocenie gen. Bołtucia uniemożliwiło wykonanie kontrnatarcia, w związku z tym z dowodzenia 4 DP został zdjęty płk dypl. Tadeusz Lubicz-Niezabitowski, a dowództwo objął płk dypl. Mieczysław Rawicz-Mysłowski. O godz.21.00 63 pp otrzymał rozkaz wycofania się do Okonina. Jako pierwszy rozpoczął marsz II/63 pp wraz z dowództwem pułku szosą Okonin-Mełno. I/63 pp i III/63 pp miały oderwać się od nieprzyjaciela, przekroczyć tor kolejowy, następnie marszem na przełaj dotrzeć do drogi Mełno-Okonin. W trakcie całodziennych walk pułk poniósł znaczne straty polegli między innymi kpt. Tomasz Margieło, ppor. Stefan Skałecki, ppor. Józef Wysocki, ppor. Wawrzynkiewicz i ppor. Kaźmierski. Po dotarciu na miejsce 63 pp zbierał się: I batalion na wzgórzu na północ od Okonina. II batalion na wzgórzu na północ od szosy Okonin-Mełno. III batalion w rejonie wzniesień na południe od Okonina. 4 kompania strzelecka pozostała w rejonie na południe od Nicwałdu, jako ubezpieczenie pułku na postoju. O godz.22.30 63 pp otrzymał rozkaz marszu w rejon Radzynia Chełmińskiego, pozostawiono na miejscu jako oddział styczności 5 kompanię strzelecką. Następnie po północy pułk podjął marsz w kierunku lasu Wronie koło Wąbrzeźna.                       
4 września rano 63 pp otrzymał zadanie zorganizowania obrony na odcinku Nowa Wieś Królewska-północne krańce lasu Wronie. Pułk rozwinął: III batalion na lewym skrzydle, I batalion na prawym skrzydle, II batalion bez 5 kompanii strzeleckiej w lesie Wronie, 5 kompania strzelecka w jako oddział styczności w pobliżu folwarku Plemięta, kompania zwiadowcza prowadziła rozpoznanie przedpola w kierunku na dwór Mgowo. W południe 5/63 pp w folwarku Plemięta stoczyła potyczkę z silnym niemieckim oddziałem rozpoznawczym. Następnie omijając zajęty przez wojska niemieckie Radzyń Chełmiński wieczorem dołączyła do pułku w lesie Wronie. Wieczorem na rozkaz dowódcy armii, gen. bryg. Mikołaj Bołtuć nakazał odwrót dywizji za rzekę Drwęcę. O godz. 22.30 63 pp wyruszył z lasu Wronie w kierunku na Ryńsk.                       

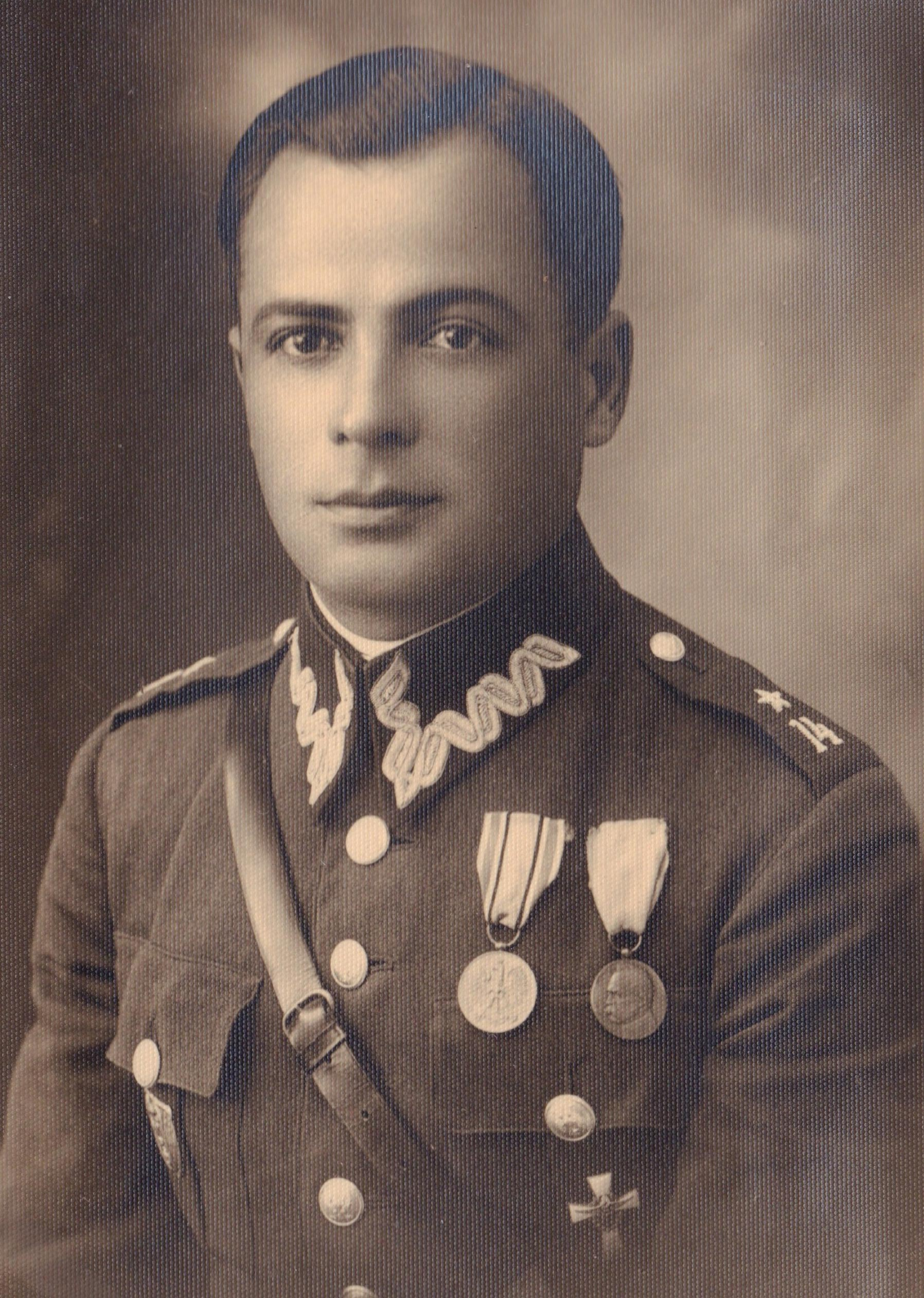
Podporucznik Konstanty Biesiekierski – we wrześniu 1939 r., już w stopniu kapitana, dowodził 6 kompanią 63 pp.

#### Działania odwrotowe
63 pp prowadził marsz poprzez Uciąż, Ryńsk, Orzechowo, Srebrniki, Marijanki, dwór Elzanowo, Wielkałąka, Pruskałąka, 5 września o godz.9.30 osiągnął las w rejonie dworu Szewna. I i II bataliony pozostały jako odwód za pozycjami 14 pp. Pozostała część pułku pod dowództwem ppłk Stefana Kaczmarczyka przeszła do Lubicza i zamknęła kierunek na Toruń. Tego dnia powrócił ze szpitala i przejął dowodzenie pułkiem ppłk dypl. Władysław Winiarski. Rozkazem dowódcy Armii „Pomorze” gen. dyw. Władysława Bortnowskiego 4 DP przeszła nocą 5/6 września przez mosty w Toruniu na lewy brzeg Wisły i zajęła rejon na południowo wschodnim skraju poligonu toruńskiego. O godz.21.00 I i II bataliony opuściły rejon Egliszewa i podjęły marsz w kierunku Torunia, w Lubiczu dołączył III batalion i pododdziały specjalne pułku. Po przejściu przez most kolejowy na Wiśle w Toruniu pułk zatrzymał się na biwak w lesie Rudak w pobliżu leśniczówki około godz.8.00 6 września. W godzinach popołudniowych ppłk dypl. Winiarski odwołany został do Warszawy, dowództwo ponownie przejął ppłk Kaczmarczyk.
O godz.21.00 63 pp podjął marsz przez Brzozę, leśniczówkę Karczemka, Pieczenię, Służewo do Konecka, docelowo pułk dotarł do Łowiczka o godz.10.00 7 września. Poszczególne bataliony zatrzymały się w Arturowie, Kajetanowie i Parcelach Łowiczkach, a kompania zwiadowcza 63 pp  zatrzymała się w Konecku. 4 DP w nocy 7/8 września otrzymała rozkaz przejścia do południowej części lasów na zachód od Włocławka. O godz.21.30 63 pp wyszedł z rejonu Łowiczka i podjął marsz przez Żabiniec osiągając o godz.5.00 okolice Brześcia Kujawskiego, gdzie po zorganizowaniu obrony przeciwpancernej pułk odpoczywał. 8 września podczas spotkania dowódcy Armii „Pomorze” i  Armii „Poznań” uzgodniono, że GO gen. Bołtucia ma przejść do rejonu Łowicz, Sobota jako odwód operacyjny gen. dyw. Tadeusza Kutrzeby.
O godz.21.00 63 pp wraz z I/4 pal spod Brześcia Kujawskiego podjął marsz poprzez Sokołowo, Choceń, dwór Wilkowiczki, dwór Kępka Szlachecka, Kłóbkę i o godz.9.00 9 września dotarł do Lubienia Kujawskiego, stając w mieście i okolicznych lasach na postój ubezpieczony. Tego dnia GO „Wschód” weszła pod bezpośrednie rozkazy gen. Kutrzeby. O godz.20.30 pułk podjął marsz z Lubienia Kujawskiego w kierunku na południowy wschód od Kutna. 63 pp wraz z I/4 pal maszerował trasą poprzez Łanięta, Głogowiec, dwór Sójki, Muchnów, Mnich, Kamienną, Szczyt, Złotniki, Julianów docierając w rejon Wojszyce, Szewce w godz.8.30 10 września.   

#### Udział w bitwie nad Bzurą
63 pp ugrupował się w obronie: I/63 pp na linii Wojszyce-Szewce, II/63 pp Szewce-folwark Jagniątki-rzeka Ochnia, III/63 pp w odwodzie w rejonie Władysławów, Parcele Krzyżanówek. Kompania zwiadowcza 63 pp w rejonie Orłowa z zadaniem rozpoznania południowego brzegu rzeki Bzury. Dowództwo pułku stało w przysiółku Daninów. I/4 pal zajął stanowiska ogniowe w pobliżu wsi Szewce, z 1 baterią armat wysuniętą do piechoty jako przeciwpancerną. Na podstawie rozkazu gen. bryg. Mikołaja Bołtucia 4 DP miała przejść do rejonu wyjściowego poprzez Bzurę i podjąć natarcie na las Stanisławów. W tym celu o godz. 21.00 63 pp wraz z I/4 pal podjął marsz w kolumnie głównej dywizji pod komendą dowódcy Piechoty Dywizyjnej 4 DP płk. dypl. Tadeusza Lubicz-Niezabitowskiego. Rozpoznanie dróg marszu pułku prowadziła kompania zwiadowcza 63 pp, straż przednią stanowił I batalion z plutonem ppanc. bez 1 kompanii strzeleckiej, a straż tylną wzmocniona 1 kompania strzelecka. Ze względu na uszkodzenie mostu na Bzurze i grobli od godz.4.30 do godz.7.00 11 września pluton pionierów 63 pp podjął ich naprawę. Po godz.7.00 I/63 pp przeprawił się przez Bzurę i zajął obronę na przyczółku mostowym w rejonie folwarku Łazinek na południe od Orłowa. Po przeprawieniu się kolumny głównej, 63 pp podjął marsz w kierunku lasu Mroga.
11 września po godz.8.00 czołowe pododdziały 63 pp osiągnęły las Mroga. Rozkazem dowódcy PD 4 DP płk. dypl. Lubicz-Niezabitowskiego 63 pp miał podjąć natarcie na Bielawy i folwark Mroga jako zadanie bliższe, jako zadanie pośrednie linia wzgórze 103-północny brzeg stawów Psary, jako zadanie dalsze wskazano opanowanie lasu Stanisławów. 63 pp zajął stanowiska wyjściowe do natarcia rozwijając: I/63 pp w plutonem ppanc. na skraju lasu Mroga przy szosie Orłów-Bielawy, z zadaniem zajęcia folwarku Mroga i dalszego natarcia na południową część lasu Stanisławów. II/63 pp z plutonem ppanc. na skraju lasu Mroga, na lewo od I/63 pp, z zadaniem zajęcia Bielaw, a następnie natarcia na północną część lasu Stanisławów. III/63 pp w odwodzie za II batalionem. I/4 pal na stanowiskach ogniowych w lesie Mroga, jako bezpośrednie wsparcie natarcia. O godz.9.30 wyruszyło natarcie pułku wsparte tylko jedną baterią I dywizjonu, ze względu na problemy z łącznością. Przeciwnikiem 63 pp był niemiecki 20 pp ze składu niemieckiej 10 DP i pododdziały niemieckiej 24 DP. II batalion bezpośrednio po wyruszeniu ze stanowisk wyjściowych dostał się pod silny ostrzał niemieckiej obrony. Celny ostrzał jednej z baterii I dywizjonu 4 pal pozwolił kompaniom II/63 pp osiągnąć linię rzeki Mroga, a następnie prowadzić szturm na wieś Bielawy. Znajdująca się w II rzucie natarcia 3 kompania ckm wsparła natarcie II/63 pp prowadząc skuteczny ostrzał południowo wschodnich krańców Bielaw. Około godz.13.00 II batalion zdobył Bielawy, wypierając niemiecką piechotę w kierunku Łub Bielawskich. W tym czasie I/63 pp nacierający nie nawiązał bezpośredniego kontaktu ogniowego z nieprzyjacielem, przekroczył rzekę Mroga i opanował folwark Mroga oraz osiągnął północną część stawów Psary. Po chwilowej pauzie i przegrupowaniu o godz.14.00 pułk podjął dalsze natarcie w kierunku lasu Stanisławów. II/63 pp po wyjściu z Bielaw znalazł się pod silnym ostrzałem niemieckiej piechoty z Łub Bielawskich, jego natarcie zaległo, batalion poniósł znaczne straty osobowe. W Bielawach znalazł się dowódca Artylerii Dywizyjnej 4 DP ppłk dypl. Andrzej Czerwiński, który osobiście telefonicznie kierował ogniem I dywizjonu 2 pułku artylerii ciężkiej, w wyniku braku map dywizjon położył ogień na Bielawy, spowodował tym dalsze straty osobowe i w sprzęcie, w tym niszcząc centralę telefoniczną. Dowódca AD 4 DP natychmiast odjechał do I/2 pac skorygować ostrzał. Dowódca 63 pułku wycofał do odwodu II/63 pp, a wprowadził w jego miejsce do natarcia III/63 pp. Prowadzący natarcie I/63 pp zbliżył się do wsi Zgoda, gdzie dostał się w ostrzał flankowy z szosy Bielawy-Rulice. 1 kompania strzelecka uderzyła na pozycje niemieckiej piechoty i wyrzuciła ją na południe od szosy z zabudowań oraz zabezpieczyła lewą flankę I batalionu. O godz.16.00 I i III bataliony w walce zdobyły wsie Zgoda i Rulice przy celnym wsparciu 2 i 3 baterii 4 pal i 4 dac. O godz.16.30 opanowały południowe i południowo zachodnie skraje lasu Stanisławów. Niemiecka piechota rozpoczęła odwrót w kierunku Władysławowa. O godz.18.00 63 pp otrzymał rozkaz zajęcia obrony na opanowanych skrajach lasu Stanisławów. I/63 pp zajął stanowiska po obu stronach drogi Zgoda-Głowno, na północ od wsi Helenów. III/63 pp po obu stronach drogi polnej Władysławów-Wola Zbrożkowa, na południowy zachód od przysiółka Władysławów. II/63 pp w odwodzie w rejonie folwarku Psary-Polesie. Dowództwo pułku w folwarku Psary-Polesie. W trakcie całodziennych walk 63 pp poniósł znaczne straty osobowe, wśród poległych byli por. Henryk Doliński, por. Paweł Popławski, ppor. Bolesław Zieliński, ppor. Bronisław Radzimiński  i kpr. pchor. Stanisław Bolewiecki, wielu rannych wśród nich dowódca II/63 pp kpt. Teodor Wargocki.    
12 września 63 pp pozostał na zdobytych poprzedniego dnia pozycjach, pułk był nękany w lesie Stanisławów ciągłym ostrzałem niemieckiej artylerii i intensywnym rozpoznaniem lotniczym. Na wniosek dowódcy Wielkopolskiej Brygady Kawalerii gen. bryg. Romana Abrahama, zdecydowano o wsparciu natarcia brygady na Głowno. Na rozkaz dowódcy armii w natarciu miała wziąć udział 4 DP. Rozkazem dowódcy dywizji do natarcia został wyznaczony wśród innych oddziałów 63 pp. Natarcie prowadzone miało być po osi głównej poprzez Psary Polesie, Władysławów, Wola Zbrożkowa na Głowno. W pierwszym rzucie natarcia miał przemieszczać się III/63 pp, po osi głównego natarcia, wzdłuż głównej drogi, za nim w II rzucie przesuwał się II/63 pp. Wzdłuż szosy Helenów-Głowno miał nacierać I/63 pp, za nim w II rzucie przemieszczał się II/67 pp. Wsparcie artyleryjskie miały zapewnić 4 dac i 4 pal. Natarcie rozpoczęto o godz.19.30, po przejściu 6 kilometrów dowódcy batalionów otrzymali rozkaz płk. dypl. Lubicz-Niezabitowskiego przerwania natarcia i wycofania się na stanowiska wyjściowe. Jadąc samochodem z informacją z dowództwa armii do 4 DP o odwołaniu natarcia poległ jej dowódca płk dypl. Mieczysław Rawicz-Mysłowski i szef sztabu dywizji kpt. dypl. Łado Macharadze po wjechaniu na minę. Przed świtem 13 września rozkazem dowódcy GO gen. Bołtucia 4 DP podjęła odwrót na północny brzeg Bzury przez most w Sobocie i miała zająć obronę na odcinku Wola Kałkowska-Sobocka Wieś.       
63 pp osłaniał odwrót macierzystej dywizji, zajmując pozycje obronne na południowym skraju lasu Stanisławów do godz.10.00 13 września, a następnie odszedł w kierunku mostu na Bzurze w Sobocie przez, który przeprawił się o godz.14.00 pozostawiając jako oddział styczności kompanię zwiadowczą 63 pp. O godz.16.00 zajął rejon Emilianów, Dębowa Góra, jako dowód 4 DP. Pułk stanął na postój ubezpieczony, I batalion w folwarku Emilianowo, II batalion w dworze Dębowa Góra, a III batalion we wsi Dębowa Góra. 4 DP otrzymała rozkaz od gen. Bołtucia przegrupowania się na wschód i nawiązania styczności z 16 DP oraz przygotowania się do natarcia w kierunku Skierniewic, luzując na odcinku Urzecze-Otulice Wielkopolską Brygadę Kawalerii. 63 pp około godz.20.30 podjął marsz do miejscowości Szymanowice na północny zachód od Łowicza jako odwód 4 DP. O północy obowiązki dowódcy dywizji objął płk Józef Werobej, a obowiązki szefa sztaby kpt. dypl. Jan Pękalski. 63 pp po marszu przez Zduny o godz.9.00 14 września dotarł do Szymanowic, gdzie stanął batalionami: I/63 pp w Szymanowicach, II/63 pp we wsi Kręta, III/63 pp we wsi Maurzyce. Tego dnia dowództwo II batalionu objął mjr Adam Fleszar. 14 września 4 DP o godz. 8.00 przystąpiła do natarcia z północnego brzegu Bzury. Rozkazem dowódcy dywizji celem rozwinięcia dalszego natarcia dywizji z 63 pp zostały wydzielone II i III bataliony. Oba bataliony przeprawiły się przez Bzurę o godz. 15.30 w Strugienickim Młynie. Oba bataliony stanęły na południe i północ od Bielawy na północ od Pilaszkowa. Z uwagi na rozbicie sił głównych 26 Dywizji Piechoty znajdującej się na lewym skrzydle 16 DP. Gen. Bołtuć wydał rozkaz przerwania natarcia przez grupę i wycofanie się za Bzurę. O godz.21.30 4 DP przerwała natarcie i rozpoczęła odwrót za Bzurę. O godz.21.30 II i III bataliony pułku wycofały się za Bzurę i zajęły obronę na odcinku Szymanowice-Małszyce, gdzie dołączyła reszta pułku. 15 września o świcie 63 pp przebywał na stanowiskach obronnych: I/63 pp w rejonie wsi Małszyce. III/63 pp we wsi Szymanowice. II/63 pp w odwodzie we wsi Kręta. Przez cały dzień 15 września na odcinku obrony nie prowadzono aktywnych działań bojowych. O godz.20.30 63 pp wraz z III/4 pal podjął marsz w rejon wsi Sromów do odwodu dowódcy 16 DP.                
Nocą 15/16 września 63 pp maszerował poprzez Krętą, Goleńsko, Łaguszew, Płaskocin i dotarł do Sromowa o godz.4.00. III/63 pp wraz z dowództwem pułku i pododdziałami pułkowymi stanął w Sromowie, a I i II bataliony w rejonie Płaskocina, towarzyszący pułkowi III/4 pal zajął stanowiska ogniowe we wsi Boczki na północ od Sromowa. O godz.8.00 niemiecki 54 pp ze składu 18 DP, przerwał obronę 64 pp z 16 DP. Do kontrataku rozkazem dowódcy 16 DP zostały skierowane z podstaw wyjściowych na drodze Płaskocim-Kompina bataliony I/63 pp i II/63 pp przy wsparciu haubic III/4 pal. Oba bataliony przy silnym wsparciu III dywizjonu 4 pal odrzuciły niemiecką piechotę za szosę Łowicz-Sochaczew. Następnie wzmocniły obronę 16 DP na odcinku Zabostów-Kompina po północnej stronie szosy. W południe niemiecka piechota wraz z czołgami ze wsparciem artylerii ponowiła natarcie na odcinku obrony batalionów 63 pp. Z uwagi na to, na broniony przez oba bataliony odcinek skierowano całość sił pułku. Do wieczora 16 września 63 pp prowadził ciężkie walki obronne, poniósł ciężkie straty osobowe, wśród poległych był por. Jan Sacha. Kierowany rozkazem o godz.22.00 pułk przerwał walkę i pojedynczymi kompaniami oderwał się od nieprzyjaciela i wyruszył w rejon Aleksandrowa wracając pod rozkazy dowódcy 4 DP.                                
17 września 63 pp maszerował przez Łaguszew, Chąśno II, Brodne, Brzezie i ze względu na panujące zatłoczenie dróg przez przemieszczające się oddziały, tabory i uchodźców cywilnych, dotarł do lasu Aleksandrów o godz.16.00. 63 pp od świtu był atakowany czterokrotnie przez niemieckie lotnictwo. Podczas postoju w lesie Aleksandrów był atakowany w dalszym ciągu przez niemieckie lotnictwo. Stany osobowe pułku znacznie się obniżyły, Z tego względu rozwiązano I batalion, wcielając jego żołnierzy do innych batalionów. W trakcie nalotów niemieckich pułk poniósł dalsze straty, wśród poległych był por. Gwidon Rolewski. 4 DP otrzymała rozkaz marszu w nocy 17/18 września poprzez Brzeziny, Jamno, Iłów, Miękinki, Łaziska, Budy Stare i w pobliże Białej Góry. 63 pp od godz.18.30 maszerował w składzie sił głównych dywizji poprzedzony przez 14 pp i sztab dywizji z pododdziałami dywizyjnymi. W trakcie marszu oddziały dywizji i 63 pp były bombardowane i ostrzeliwane przez niemiecką artylerię. Ominięto zatłoczony i bombardowany Iłów. O godz.9.00 18 września 63 pp dotarł w rejon Bud Starych, z rejonu Białej Góry uderzyły oddziały niemieckie odparte przez 67 pp. 63 zajął stanowiska w północno zachodniej części lasu. Zbierał rozbitków z innych jednostek uzupełniając swoje stany osobowe, pozostawiono tabory. W nocy 18/19 września 63 pp wraz z innymi jednostkami 4 DP podjął marsz w rejon Kamionu. Wyruszył o godz.19.00 poprzez Ruszki, Radziwiłkę, Młodzieszynek. 19 września o godz.4.30 resztki 63 pp w sile ok. 300 żołnierzy dotarły w rejon Kamiona. Rozkazem płk. Józefa Werobeja o godz.5.00 jako pierwszy sforsował Bzurę 67 pp i zdobył Przęsławice. W II rzucie natarcia przeszły Bzurę pozostałości 63 pp pod ogniem niemieckiej ciężkiej artylerii i zajął obronę na południe od 67 pp. Oba pułki o godz.7.00 podjęły natarcie w kierunku na Wilcze Śladowskie i Wilcze Tułowskie. Około godz.8.00 natarcie obu pułków zaległo na wysokości Piaseczno-Górki, we flankowym ogniu z rejonu Śladowa. Około godz.11.00 natarcie niemieckich czołgów z rejonu Hilarów, uderzyło na oddziały 4 DP, 63 pp i 67 pp zostały zepchnięte ku Wiśle. Prowadziły dalsze walki w rejonie Śladowa i Kromnowa. W wyniku ciężkich walk z niemiecką bronią pancerną 63 pp i 67 pp zostały rozbite, rozproszone. W trakcie walk poległo wielu żołnierzy, wśród niech ppor. Bernard Tczewski, a większość żołnierzy 63 pp dostała się do niemieckiej niewoli.                                                         

#### Walki odosobnionych grup pułku w Puszczy Kampinoskiej
Wśród nielicznych grup żołnierzy, które przedostały się do zachodnich skrajów Puszczy Kampinoskiej ze składu 63 pp znalazły się dwie grupy jedna skupiona wokół dowódcy III batalionu mjr. Jana Nawrata, druga wokół dowódcy 2 kompanii ckm por. Wiktora Kinowskiego. Późnym popołudniem 20 września obie grupy dotarły do Kazunia, gdzie gen. bryg. Mikołaj Bołtuć zbierał pozostałości swojej Grupy Operacyjnej. 21 września z żołnierzy 4 DP utworzono zbiorczy batalion 14 pp i zbiorczy batalion z pozostałych oddziałów 4 DP pod dowództwem mjr. Jana Nawrata z 63 pp. Zgrupowanie pozostałości 4 DP podjęło marsz do Palmir, gdzie gen. Bołtuć objął dowództwo Zgrupowania „Palmiry”. 22 września zgrupowanie wyruszyło w kierunku Warszawy. Nad ranem 23 września maszerujące zgrupowanie natknęło się w Łomiankach na oddziały niemieckiej 18 DP. Oba bataliony zbiorcze 4 DP prowadziły natarcie wzdłuż szosy, zdołały przełamać niemiecka pierwszą linię obrony i dotarły do kościoła w środku wsi. Słabe liczebnie oddziały zbiorcze nie miały dalszej przebojowości i nie przedarły się przez następne linie obrony, zostały okrążone. W walce wręcz z nowymi pododdziałami niemieckiej piechoty uległy ponosząc bardzo duże straty. Wśród poległych znalazł się gen. bryg. Mikołaj Bołtuć, kpt. Wacław Kwiatkowski z 63 pp. Wielu zostało rannych i wielu dostało się do niewoli wśród nich mjr. Jan Nawrat, por. Wiktor Kinowski i por. Henryk Chojnacki.  
Według ustaleń z 63 pp poległo 17 oficerów i około 500 szeregowych, rany odniosło 12 oficerów i około 1000 szeregowych.

### Oddziały II rzutu mobilizacyjnego

#### Batalion marszowy 63 pp
Batalion marszowy 63 pp został zmobilizowany w ramach I rzutu mobilizacji powszechnej w koszarach 63 pp w Toruniu pod dowództwem por. Włodzimierza Kasprowicza. Po osiągnięciu gotowości marszowej od 2 września wszedł w skład Oddziału Wydzielonego „Toruń” gdzie rozbudowywał umocnienia polowe, pełnił zadania obronne, asystencyjne na przedmieściach i w mieście Toruniu, jako garnizon miasta. Od 7 września z uwagi na odbudowę po stratach odniesionych w bitwie o Pomorze 27 Dywizji Piechoty, został wcielony do jej składu. Wszedł w skład 23 pułku piechoty jako jego IV batalion i dzielił jego dalsze losy, aż do rozbicia w bitwie nad Bzurą.
Obsada personalna batalionu marszowego 63 pp
- dowódca batalionu  - por. Włodzimierz Kasprowicz
- dowódca 1 kompanii strzeleckiej - por. Adam Ziółkowski
- dowódca 2 kompanii strzeleckiej - por. Wilhelm Borek
- dowódca 3 kompanii strzeleckiej - por. Antoni Neuman

- dowódcy plutonów strzeleckich:
  - ppor. Kazimierz Dulczewski
  - ppor. Erhard
  - ppor. Czesław Kurowski
  - ppor. Feliks Rozkwitalski
  - ppor. Antoni Slaniewski
  - ppor. Kazimierz Tomaszewski
  - ppor. Jerzy Tomaszko
  - ppor. Jan Żabiński
  - ppor. Franciszek Żurek
- dowódca kompanii karabinów maszynowych - por. Zdzisław Malinowski
  - dowódca plutonu km - ppor. Aleksander Długołęcki
  - dowódca plutonu km - ppor. Ludwik Kuberski
  - dowódca plutonu km - ppor. Jan Trant
  - dowódca plutonu specjalnego - ppor. Romuald Gecow

#### Oddział Zbierania Nadwyżek 63 pp
Po zmobilizowaniu 63 pp i innych pododdziałów dywizyjnych podczas mobilizacji alarmowej powstały w garnizonie pułku znaczne nadwyżki kadry pułku i zmobilizowanych rezerwistów zorganizowane w Oddział Zbierania Nadwyżek 63 pp. Pod dowództwem II zastępcy dowódcy pułku ppłk. Franciszka Cąpały w ramach mobilizacji powszechnej przyjęto w koszarach pułku jeszcze znaczną część oficerów i szeregowych rezerwy. Spośród posiadanych zasobów zgodnie z planem mobilizacyjnym w I rzucie sformowano bataliony marszowe 63, 66 i 67 pułków piechoty oraz uzupełnienie marszowe 81 kompanii kolarzy, do 2 – 3 września. Ponadto 63 pp w ramach II rzutu miał zmobilizować dowództwo Ośrodka Zapasowego 4 Dywizji Piechoty. Na dowódcę OZ 4 DP był wyznaczony I zastępca dowódcy 63 pp ppłk Stefan Kaczmarczyk, jednak z uwagi na chorobę etatowego dowódcę pułku ppłk. dypl. Władysława Winiarskiego planowanej funkcji nie objął. W miejsce stacjonowania OZ 4 DP w Rzeszowie, z nadwyżek pułku odjechał koleją ppor. Zygmunt Kowalczyk z grupą kwaterunkową, celem przygotowania lokum dla OZN 63 pp, gdzie przybył 1 września 1939. 2 września podczas nalotu lotnictwa niemieckiego na koszary pułku poległo kilku żołnierzy, w tym kpt. Władysław Szymura dowódca kompanii OZN 63 pp. Oddział został zorganizowany w dwa bataliony piechoty. Wieczorem 4 września wymaszerował z Torunia i skierował się w kierunku Kutna, skąd transportem kolejowym miał udać się do Rzeszowa do OZ 4 DP. Po otrzymaniu wiadomości, że węzeł kolejowy w Kutnie i inne odcinki kolejowe zostały zbombardowane przez niemieckie lotnictwo, OZN 63 pp wyruszył na wschód marszem pieszym. Oddział ppłk. Cąpały maszerował pieszo nocami, w trakcie dnia krył się w lasach i zagajnikach. Pomimo tego był kilka razy nieszkodliwie bombardowany. 13 września oddział dotarł do Rybna i tam oczekiwał  na dalsze rozkazy. 16 września w rejonie Rybna pojawiły się oddziały 14 Dywizji Piechoty walcząca z oddziałami niemieckimi. OZN 63 pp podjął marsz na południe w kierunku Łowicza, skąd następnie z oddziałami GO „Wschód” pomaszerował w kierunku Iłowa. W trakcie nocnego marszu 16/17 września od oddziału odłączyły się trzy kompanie oraz ppłk. Cąpała. O świcie 17 września resztki oddziału dotarły do lasu pod Budami Starymi dowództwo objął kpt. Józef Tełowski. W wyniku nalotów lotnictwa niemieckiego i ostrzału niemieckiej artylerii OZN 63 pp został rozbity. Ocaleli żołnierze usiłowali się dostać do Puszczy Kampinoskiej w składzie innych oddziałów lub indywidualnie. W trakcie przebijania się poległo wielu żołnierzy, wśród nich kpt. Józef Tełowski i kpt. Kazimierz Jastrzębski.     
W Toruniu w koszarach 63 pp od 24 sierpnia podjęto formowanie batalionu Przysposobienia Wojskowego pod dowództwem kpt. Stanisława Sudolskiego. Był zorganizowany z przedpoborowych ze skończonym 2 stopniem PW. Według planów miał być przewieziony do Włodzimierza Wołyńskiego, celem dalszego szkolenia. 4 września z batalionu wydzielono 1 kompanię pod dowództwem kpt. Jana Drzewieckiego, która otrzymała rozkaz konwojowania i odprowadzenia do Brześcia nad Bugiem internowanych obywateli RP pochodzenia niemieckiego z Torunia i okolic. Pozostała część batalionu do 7 września pełniła w Toruniu służbę garnizonową. Następnie batalion PW podjął marsz poprzez Ciechocinek, Włocławek, Łanięta, Kutno dotarł 15 września do Sannik. 16 września batalion PW włączono w skład Grupy płk. dypl. Stanisława Świtalskiego, obsadził stanowiska obronne w rejonie lasu Zofiówka, na prawo od szosy dwór Ruszki-Sochaczew. 2 kompania rozpoznawała w kierunku Sochaczewa. 17 września batalion wycofał się w kierunku północnym, w nocy 17/18 września większość żołnierzy batalionu dostała się do niewoli niemieckiej w rejonie Iłowa.        
Obsada personalna OZN 63 pp (częściowa)
- dowódca oddziału - ppłk Franciszek Cąpała
- oficer gospodarczy - kpt. Artur Jarzębiński
- oficer żywnościowy - ppor. Józef Kowalski
- lekarz - pchor. lek. Jan Klonowski
- dowódca I batalionu (oficer mobilizacyjny) – kpt. Józef Tełowski
- dowódca II batalionu (oficer ewidencyjny) – kpt. Kazimierz Jastrzębski

dowódcy kompanii strzeleckich
- kpt. Władysław Szymura
- por. Jan Żerkowski
- ppor. Jerzy Biernacki

dowódcy plutonów strzeleckich
- ppor. Henryk Daranowskich
- ppor. Zygmunt Ciechanowski
- ppor. Stanisław Mikurenda
- ppor. Czesław Rauchut

dowódca kompanii szkolnej karabinów maszynowych - ppor. Teodor Paschke
dowódcy plutonu km 
- ppor. Eugeniusz  Szeffel
- ppor. Wojciech Feldman

W składzie OZ 4 DP z przybyłych tam z Torunia nielicznych nadwyżek i dodatkowo w zmobilizowanych na miejscu w ramach mobilizacji powszechnej kilkunastu oficerów i podchorążych oraz kilkudziesięciu szeregowych dla 63 pp, odtworzono pododdział zapasowy. Nadwyżki 63 pp zakwaterowano w Rzeszowie w Szkole im Królowej Jadwigi. Następnie nadwyżki 63 pp w składzie Ośrodka Zapasowego 4 Dywizji Piechoty dzieliły dalsze jego losy.        
| Struktura organizacyjna i obsada personalna we wrześniu 1939 | Struktura organizacyjna i obsada personalna we wrześniu 1939 | Struktura organizacyjna i obsada personalna we wrześniu 1939      |
| Stanowisko                                                   | Stopień, imię i nazwisko                                     | Uwagi                                                             |
| Dowództwo                                                    | Dowództwo                                                    | Dowództwo                                                         |
| ------------------------------------------------------------ | ------------------------------------------------------------ | ----------------------------------------------------------------- |
| dowódca pułku                                                | ppłk dypl. Władysław Winiarski ppłk Stefan Kaczmarczyk       | (do 1 IX 1939), (5-6 IX 1939) (od 1 do 5 IX 1939), (od 6 IX 1939) |
| I adiutant                                                   | kpt. Romuald Bogusławski                                     |                                                                   |
| II adiutant                                                  | ppor. rez. Kazimierz Suwała                                  |                                                                   |
| oficer informacyjny                                          | ppor. rez. Jan Nowak                                         |                                                                   |
| oficer łączności                                             | por. Roman Kochmański                                        |                                                                   |
| kwatermistrz                                                 | kpt. Wacław Kwiatkowski                                      | +23 IX 1939                                                       |
| oficer płatnik                                               | por. rez. Paweł Skok                                         |                                                                   |
| oficer żywnościowy                                           | ppor. rez. Bolesław Krzywicki                                |                                                                   |
| naczelny lekarz                                              | kpt. dr med. Hieronim Stogiera                               |                                                                   |
| kapelan                                                      | kap. rez. ks. Kowalski Zygfryd                               |                                                                   |
| dowódca kompanii gospodarczej                                | por. Wojciech Menke                                          |                                                                   |
| zastępca dowódcy kompanii gospodarczej                       | chor. Lewandowski                                            |                                                                   |
| I batalion                                                   |                                                              |                                                                   |
| dowódca batalionu                                            | mjr Zygmunt Bagnowski                                        |                                                                   |
| adiutant batalionu                                           | ppor. rez. Alfred Tyczewski                                  |                                                                   |
| lekarz batalionu                                             | pchor. san. Henryk Nowakowski                                |                                                                   |
| dowódca 1 kompanii strzeleckiej                              | por. Ludwik Kobyłecki                                        |                                                                   |
| dowódca I plutonu                                            | ppor. Jan Pyszczyński                                        |                                                                   |
| dowódca II plutonu                                           | ppor. Wawrzykiewicz                                          | +3 IX 1939                                                        |
| dowódca III plutonu                                          | ppor. Stanisław Nowiński                                     |                                                                   |
| dowódca 2 kompanii strzeleckiej                              | por. rez. Jan Sacha                                          | +16 IX 1939                                                       |
| dowódca I plutonu                                            | ppor. Bolesław Zieliński                                     | +11 IX 1939                                                       |
| dowódca II plutonu                                           | ppor. Bronisław Radzimiński                                  | +11 IX 1939                                                       |
| dowódca 3 kompanii strzeleckiej                              | por. Zdzisław Meżnicki                                       |                                                                   |
| dowódca I plutonu                                            | ppor. Ignacy Maćkowiak                                       |                                                                   |
| dowódca II plutonu                                           | kpr. pchor. Hoffman                                          | +2 IX 1939                                                        |
| dowódca III plutonu                                          | kpr. pchor. Stanisław Bolewicki                              | +11 IX 1939                                                       |
| dowódca 1 kompanii ckm                                       | kpt. Jan Jasiński                                            | +3 IX 1939                                                        |
| dowódca I plutonu                                            | ppor. Stefan Skałecki                                        | +3 IX 1939                                                        |
| dowódca II plutonu                                           | ppor. Kazimierz Janiszewski                                  |                                                                   |
| II batalion                                                  |                                                              |                                                                   |
| dowódca batalionu                                            | kpt. Teodor Wargocki                                         | r. 11 IX 1939                                                     |
| dowódca batalionu                                            | mjr Adam Fleszar                                             | od 14 IX 1939                                                     |
| adiutant batalionu                                           | ppor. rez. Zenobiusz Żbikowski                               |                                                                   |
| oficer żywnościowy                                           | por. rez. Herdegen                                           |                                                                   |
| lekarz batalionu                                             | por. dr med. Stanisław Kussy                                 |                                                                   |
| dowódca plutonu łączności                                    | por. Bernard Knych                                           |                                                                   |
| dowódca 4 kompanii strzeleckiej                              | por. Henryk Doliński                                         | +11 IX 1939                                                       |
| dowódca I plutonu                                            | ppor. Józef Wysocki                                          | +3 IX 1939                                                        |
| dowódca II plutonu                                           | ppor. Tadeusz Wnuchowski                                     |                                                                   |
| dowódca 5 kompanii strzeleckiej                              | ppor. Zygmunt Stankowski                                     | niewola niemiecka                                                 |
| dowódca I plutonu                                            | ppor. rez. Henryk Wysocki                                    |                                                                   |
| dowódca II plutonu                                           | ppor. rez. Józef Sakrajda                                    | 8 IX 1939 chory do szpitala, niewola niemiecka                    |
| dowódca III plutonu                                          | ppor. rez. Stefan Wincenty Machnikowski                      | †11 IX 1939 Bielawy                                               |
| dowódca 6 kompanii strzeleckiej                              | kpt. Konstanty Biesiekierski                                 |                                                                   |
| dowódca I plutonu                                            | por. Alojzy Kasprowicz                                       |                                                                   |
| dowódca II plutonu                                           | ppor. Kaźmierski                                             | +3 IX 1939                                                        |
| dowódca 2 kompanii ckm                                       | por. Wiktor Kinowski                                         |                                                                   |
| dowódca I plutonu                                            | por. Janiszewski                                             |                                                                   |
| dowódca II plutonu                                           | ppor. Michał Leśniak                                         |                                                                   |
| dowódca plutonu moździerzy                                   | ppor. Jan Ziółkowski                                         |                                                                   |
| III batalion                                                 |                                                              |                                                                   |
| dowódca batalionu                                            | mjr Jan Nawrat                                               |                                                                   |
| adiutant batalionu                                           | ppor. rez. Antoni Paulus                                     |                                                                   |
| oficer płatnik                                               | ppor. rez. Stefan Partyka                                    |                                                                   |
| oficer żywnościowy                                           | por. rez. Wiaczesław Hlebowicz                               |                                                                   |
| lekarz batalionu                                             | ppor. dr med. Witold Bross                                   |                                                                   |
| dowódca plutonu łączności                                    | ppor. Starzyński                                             |                                                                   |
| dowódca 7 kompanii strzeleckiej                              | kpt. Eugeniusz Celewicz                                      |                                                                   |
| dowódca I plutonu                                            | ppor. Kazimierski                                            |                                                                   |
| dowódca 8 kompanii strzeleckiej                              | por. Paweł Popławski                                         | +11 IX 1939                                                       |
| dowódca I plutonu                                            | ppor. Miszewski                                              |                                                                   |
| dowódca 9 kompanii strzeleckiej                              | por. rez. Stanisław Łopiński                                 |                                                                   |
| dowódca I plutonu                                            | ppor. Waldemar Goeringer                                     |                                                                   |
| dowódca II plutonu                                           | ppor. Stanisław Jeliński                                     |                                                                   |
| dowódca 3 kompanii ckm                                       | kpt. Tadeusz Kubiak                                          |                                                                   |
| dowódca I plutonu                                            | ppor. Witold Gumiński                                        |                                                                   |
| dowódca II plutonu                                           | ppor. Henryk Zieliński                                       |                                                                   |
| dowódca III plutonu                                          | por. Gwidon Rolewski                                         | +17 IX 1939                                                       |
| dowódca IV plutonu (taczanki)                                | ppor. Schwalbe                                               |                                                                   |
| Pododdziały specjalne                                        |                                                              |                                                                   |
| dowódca kompanii zwiadowczej                                 | por. Bolesław Orłowski                                       |                                                                   |
| dowódca plutonu konnego                                      | por. Tadeusz Robakowski                                      |                                                                   |
| dowódca plutonu kolarzy                                      | ppor. Gawarkiewicz                                           |                                                                   |
| dowódca kompanii przeciwpancernej                            | por. Stanisław Sokołowski                                    |                                                                   |
| dowódca I plutonu                                            | ppor. Paweł Jodko-Nazarkiewicz                               |                                                                   |
| dowódca II plutonu                                           | ppor. Żakowski                                               |                                                                   |
| dowódca III plutonu                                          | ppor. Graszewicz                                             |                                                                   |
| dowódca plutonu artylerii piechoty                           | kpt. Tomasz Margieło                                         | †3 IX 1939 Mełno                                                  |
| zastępca dowódcy artylerii piechoty                          | ppor. rez. Antoni Roth                                       |                                                                   |
| oficer nadetatowy plutonu                                    | ppor. Norbert Kaliński                                       |                                                                   |
| dowódca plutonu pionierów                                    | por. rez. Czesław Podolski                                   |                                                                   |
| dowódca plutonu przeciwgazowego                              | por. Henryk Chojnacki                                        |                                                                   |

## Symbole pułku
Sztandar
Mieszkańcy Torunia ufundowali pułkowi nowy sztandar nazywany wówczas chorągwią. Wręczył go pułkowi gen. Władysław Sikorski w Toruniu 3 maja 1922 roku. Za zgodą Naczelnego Wodza Marszałka Józefa Piłsudskiego, na lewej stronie sztandaru, pomiędzy ramionami krzyża kawaleryjskiego umieszczono tarcze, na których wyhaftowano orły chełmińskie (herb dawniejszego województwa chełmińskiego) – noszone jako odznaka pułku na kołnierzach kurtek i płaszczy, na przemian z herbem Torunia. W ramionach krzyża wypisano szereg stoczonych przez pułk bojów:
- "Jełań - 8.V.1920 r"
- "Tremla - 3.VII.1920 r"
- "Bug - 25.VII.1920 r"
- "Horodec - 23.IX.1920 r"

Uroczystość poświęcenia i wręczenia sztandaru odbyła się w dniu święta pułkowego 3 maja 1922 r. Sztandar w imieniu Naczelnego Wodza Marszałka Józefa Piłsudskiego wręczył, pełniącemu obowiązki dowódcy pułku kapitanowi Antoniemu Wandtke, gen. Władysław Sikorski.
Pierwszą chorągiew, przekazano do Muzeum Wojska Polskiego.
Nadanie nowego sztandaru i zatwierdzenie jego wzoru ujęte zostało w Dzienniku Rozkazów MSWojsk. z 1937, nr 5, poz. 60. Sztandar ufundowało społeczeństwo pomorskie. Wręczył go pułkowi 19 czerwca 1938 w Toruniu marszałek Edward Śmigły-Rydz. Powojenne losy sztandaru nie są znane.
Odznaka pamiątkowa
Zatwierdzona Dz. Rozk. MSWojsk. nr 9, poz. 80 z 18 marca 1929 roku. Odznaka ma kształt miecza z ażurowym napisem przy rękojeści 19 29. Na głowni miecza tarcza pokryta żłobkowaną, czerwoną emalią z nałożonym orłem - herbem dawnego województwa chełmińskiego. Tarcza otoczona jest złotym wieńcem laurowym. Po bokach miecza numer i inicjały 63 PP, pokryte granatową emalią. Oficerska - dwuczęściowa, wykonana w srebrze, emaliowana. Na rewersie próba srebra i imiennik grawera WG. Wymiary: 55x25 mm. Wykonanie: Wiktor Gontarczyk - Warszawa.

## Żołnierze pułku
Dowódcy pułku
- kpt. Władysław Koczorowski (18 VI 1919 – 30 VIII 1920)
- ppłk Leon Bernacik (31 VIII – † 23 IX 1920)
- kpt. Władysław Koczorowski (23 IX 1920 – 16 III 1922)
- płk piech. Włodzimierz Krynicki (do 21 VIII 1926 → oficer sztabowy PW w 30 Dywizji Piechoty[60])
- płk piech. Ignacy Sadowski (21 VIII 1926 – 28 I 1928 → stan spoczynku)
- ppłk piech. Mieczysław Rymkiewicz (od 28 I 1928[61] - 28 VI 1933 → stan spoczynku[62])
- ppłk piech. Stefan Leukos-Kowalski (28 VI 1933 – 1936 → dowódca 16 pp)
- płk dypl. piech. Roman Saloni (III – 23 IV 1938)
- ppłk dypl. Władysław Winiarski (do 1 IX 1939)
- ppłk Stefan Kaczmarczyk (od 1 IX 1939)

Zastępcy dowódcy pułku (od 1938 roku - I zastępca dowódcy)
- mjr piech. Otton Matuszek (p.o. VII 1922 – X 1923)
- ppłk piech. Karol Guilleaume (20 X 1923[63] – X 1926[64] → zastępca dowódcy 78 pp)
- ppłk piech. Stefan Błocki (X 1926[65] – IV 1928[66] → dowódca 42 pp)
- ppłk piech. Antoni Kajetanowicz (IV 1928 – XII 1929 → komendant PKU Poznań Powiat[67])
- ppłk dypl. piech. Tadeusz Zieleniewski (XII 1929[68] – 31 III 1930 → dowódca 59 pp)
- ppłk piech. Alfred Greffner (1 V 1930[69] – 28 VI 1933 → kierownik 2 Okręgowego Urzędu WFiPW[70])
- ppłk piech. Przemysław Nakoniecznikoff-Klukowski (28 VI 1933 – 1936)
- ppłk dypl. piech. Roman Saloni (I 1936 – III 1938)

II zastępca (kwatermistrz)
- ppłk Franciszek Cąpala

### Żołnierze 63 pułku piechoty – ofiary zbrodni katyńskiej
Biogramy ofiar zbrodni katyńskiej znajdują się między innymi w bazach udostępnionych przez Ministerstwo Kultury i Dziedzictwa Narodowego oraz Muzeum Katyńskie.
| Nazwisko i imię             | stopień         | zawód            | miejsce pracy przed mobilizacją   | zamordowany |
| --------------------------- | --------------- | ---------------- | --------------------------------- | ----------- |
| Grębocki Lucjusz            | ppor. rez.      | urzędnik         |                                   | Katyń       |
| Grzanka Józef               | ppor. rez.      | student UW       |                                   | Katyń       |
| Halski Eugeniusz            | kapitan rezerwy | prawnik, dr praw | Sąd Okręgowy w Chojnicach         | Charków     |
| Klemp Franciszek Alojzy     | ppor. rez.      | urzędnik         | Magistrat m. Torunia              | Katyń       |
| Kordasiewicz Józef          | kapitan rez.    | nauczyciel       | Kurat. Pom. Okr. Szkol. w Toruniu | Katyń       |
| Kossowski-Habdank Władysław | por. w st. sp.  |                  |                                   | Katyń       |
| Król Karol                  | ppor. rez.      | nauczyciel       | szkoła w pow. łukowskim           | Katyń       |
| Kryczyński Franciszek       | ppor. rez.      | prawnik          |                                   | Charków     |
| Łuczak Szczepan Eugeniusz   | ppor. rez.      | inżynier leśnik  | Wyłuszczarnia nasion w Klosnowie  | Katyń       |
| Malisz Franciszek Ksawery   | ppor. rez.      |                  |                                   | Katyń       |
| Mikoręda Stefan             | ppor. rez.      | nauczyciel       | Szkoła w Boruchach                | Charków     |
| Olszewski Stanisław         | ppor. rez.      |                  |                                   | Charków     |
| Ostrowski Henryk Stanisław  | ppor. rez.      | nauczyciel       | liceum i gimnazjum w Białymstoku  | Katyń       |
| Szukalski Jan Józef         | ppor. rez.      | nauczyciel       | Szkoła w Łagiewnikach             | Charków     |

## Upamiętnienie

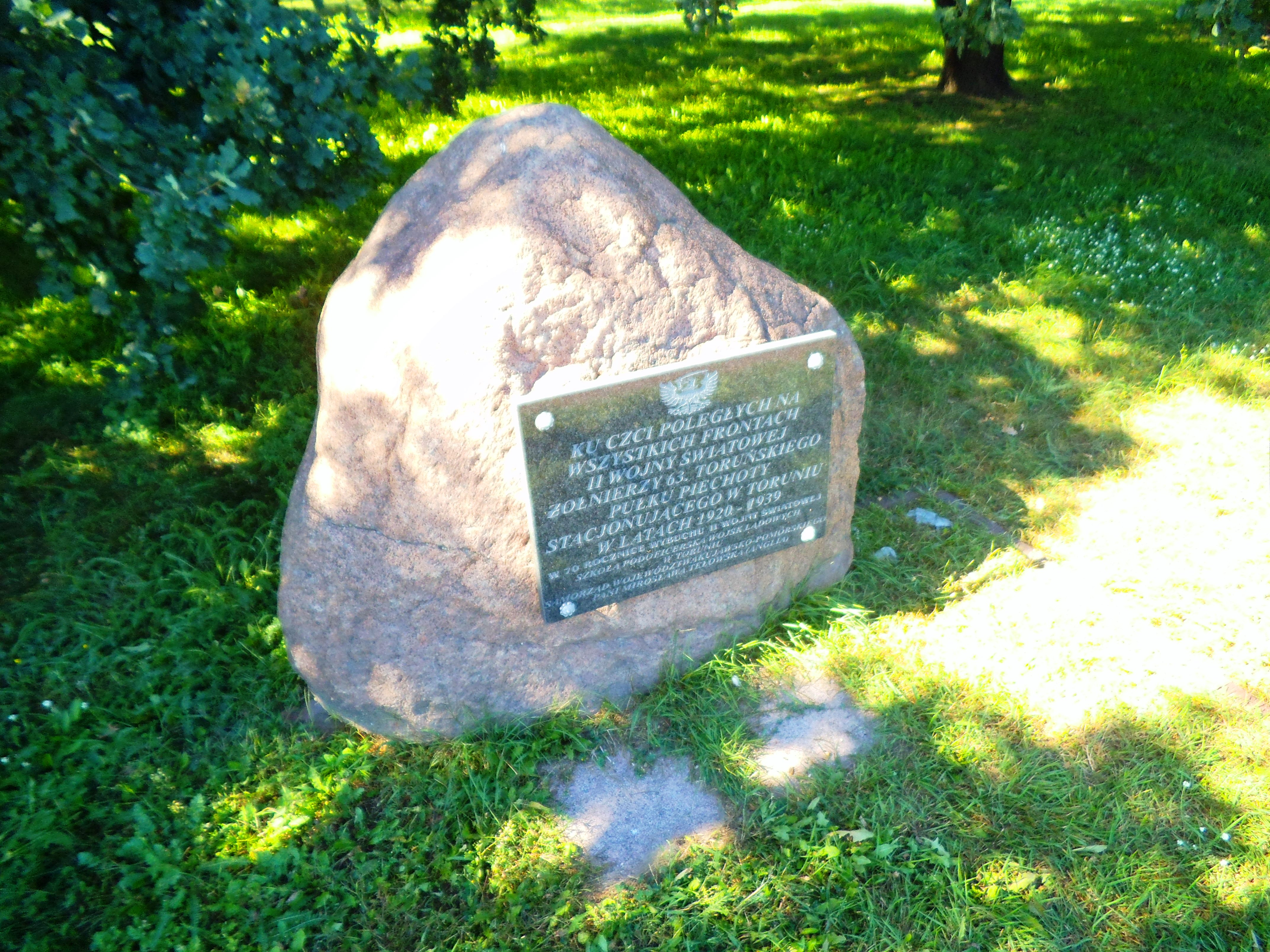
Pomnik w Toruniu